# San Vicente y las Granadinas
San Vicente y las Granadinas (en inglés: Saint Vincent and the Grenadines a veces también escrito: St. Vincent and the Grenadines) es un país insular de América, situado en la cadena de las Antillas Menores al este del mar Caribe y limitando al norte con Santa Lucía, al este con Barbados, al sur y oeste con Venezuela y al sur con Granada. Su territorio de 389 km² comprende un total de 32 islas, la isla principal de San Vicente y las dos terceras partes del norte del archipiélago de las Granadinas.
Con una superficie de 387 km², la mayor parte de su territorio consiste en la isla más septentrional de San Vicente, que incluye la capital y ciudad más grande, Kingstown. Al sur se encuentran dos tercios de la parte norte de las Granadinas, una cadena de 32 islas más pequeñas; el tercio sur restante conforma Granada. Siete de las islas están habitadas, de las cuales las más grandes y pobladas son Bequia, Mustique, Canouan y Unión.
Con una población estimada de 110.872 habitantes, San Vicente y las Granadinas tiene una densidad de población de más de 300 habitantes/km². La mayoría de su población son descendientes de esclavos africanos traídos por Francia y más tarde Gran Bretaña, que disputaron las islas durante el siglo XVIII. San Vicente y las Granadinas siguió siendo una colonia del Imperio británico desde 1783 hasta 1979, cuando logró pacíficamente la independencia; la cultura, el idioma, el gobierno y el sistema legal del país reflejan el largo legado del dominio británico, y es parte de la Mancomunidad de Naciones, con el monarca del Reino Unido como su jefe de Estado.
San Vicente es miembro de la Organización de Estados del Caribe Oriental, CARICOM, la Alianza Bolivariana para las Américas y la Comunidad de Estados Latinoamericanos y Caribeños (CELAC). También forma parte del Caribe anglófono.
En abril de 2021, el volcán La Soufrière entró en erupción varias veces y se produjeron "eventos explosivos" que se prolongaron durante dos semanas, lo que provocó la evacuación de 16.000 residentes. Varias islas cercanas, el Reino Unido y organismos como las Naciones Unidas brindaron asistencia y apoyo financiero de emergencia. El 13 de abril de 2021, el Banco Mundial anunció la primera oferta importante de financiación a largo plazo de 20 millones de dólares.

## Etimología
Cristóbal Colón bautizó la isla principal como San Vicente porque desembarcó en ella el día de San Vicente, el 22 de enero de 1498. El nombre de las Granadinas hace referencia a la ciudad española de Granada, pero para diferenciarse de la isla del mismo nombre, se utilizó el diminutivo. Antes de la llegada de los españoles, los aborígenes caribes que habitaron la isla de San Vicente la llamaban Youloumain, en honor al Youlouca, el espíritu de los arcoíris, que creían que habitaba la isla.

## Historia

### Período precolonial
Antes de la llegada de los europeos y africanos en el siglo XVI, varios grupos amerindios pasaron o se asentaron en San Vicente y las Granadinas, entre ellos los ciboney, los arahuacos y los kalinago. La isla que ahora se conoce como San Vicente fue llamada originalmente Youloumain por los nativos caribes de las islas, que se llamaban a sí mismos Kalina/Carina ("l" y "r" se pronuncian igual en su lengua).

### Exploración española
Colón y los conquistadores españoles ignoraron en gran medida San Vicente y las pequeñas islas granadinas cercanas, y se centraron en exploración de América Central y del Sur. En 1511, con la autorización real, emprendieron expediciones de esclavitud en San Vicente y sus alrededores, expulsando a los habitantes caribes hacia el interior, pero los españoles no intentaron colonizar formalmente la isla.

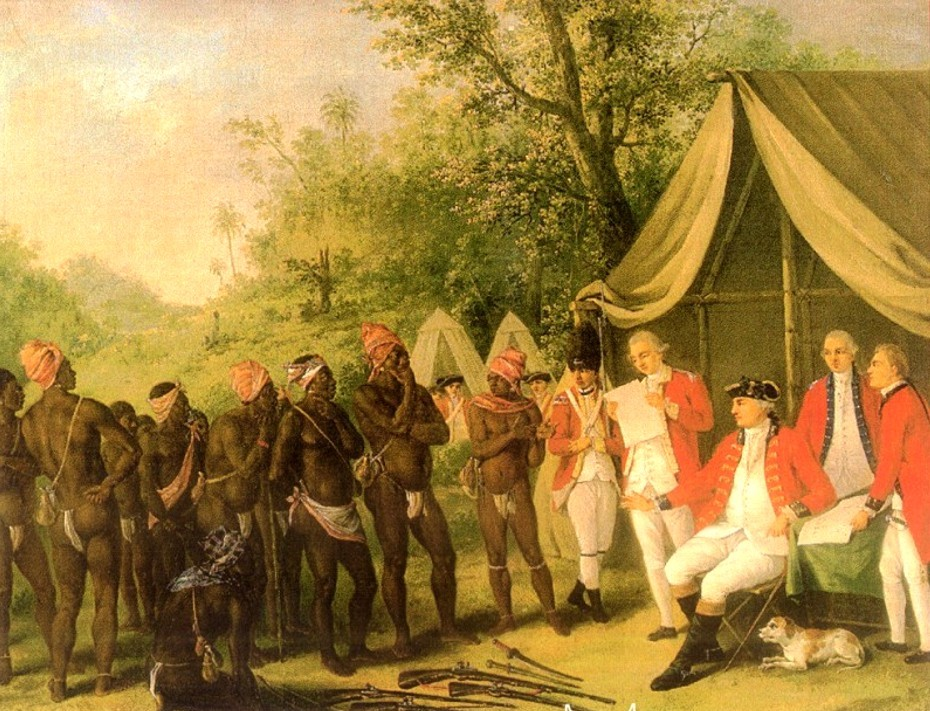
Representación de las negociaciones del tratado entre los caribes negros y los británicos en la isla de San Vicente, 1773.

Los originarios caribes impidieron agresivamente la conquista europea en San Vicente de las Granadinas hasta el siglo XVIII. Los africanos esclavizados (tanto naufragados o como huidos de Barbados, Santa Lucía y Granada) buscaron refugio en San Vicente o Hairouna (como era llamada originalmente por los caribeños), y se mezclaron con los caribeños autóctonos, cuya descendencia mestiza se conoce como garífunas o caribes negros.

### Colonización franco-británica
A partir de 1719, los colonos franceses cultivaron café, tabaco, añil, algodón y azúcar en plantaciones trabajadas por africanos esclavizados. En 1763, San Vicente fue cedida a Gran Bretaña. Restaurado el gobierno de los franceses en 1779, San Vicente fue recuperada por los británicos bajo el Tratado de París (1783), en el cual Gran Bretaña reconocía oficialmente la independencia de los Estados Unidos. Tratados complementarios se firmaron también con Francia y España, conocidos como los Tratados de Versalles de 1783, parte de los cuales volvieron a poner a San Vicente bajo control británico.
El conflicto entre los británicos y los caribes negros, liderados por el desafiante Jefe Supremo Joseph Chatoyer, continuó hasta 1796, cuando el general Sir Ralph Abercromby aplastó una revuelta fomentada por el radical francés Victor Hughes. Más de 5000 caribes negros fueron finalmente deportados a Roatán, una isla frente a la costa de Honduras.

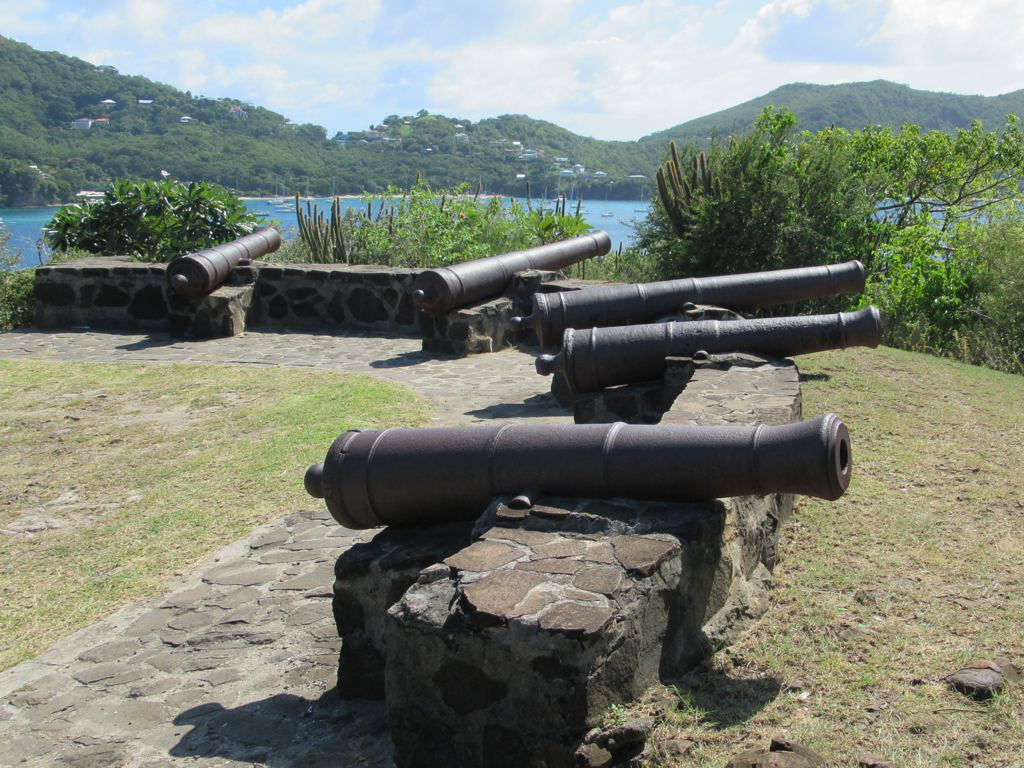
A finales del, los británicos erigieron el Fuerte Hamilton para proteger la isla de Bequia

La esclavitud fue abolida en 1834. Después del periodo de aprendizaje, que acabó prematuramente en 1838, la escasez de trabajo en las plantaciones resultó en la inmigración de criados contratados. Los portugueses vinieron de Madeira a partir de los años 1840 y gran cantidad de trabajadores indios asiáticos llegaron entre 1861 y 1880. Las condiciones seguían siendo duras tanto para los antiguos esclavos como para los trabajadores inmigrantes en la agricultura, ya que los bajos precios mundiales del azúcar mantuvieron la economía estancada hasta el cambio de siglo.
Desde 1763 hasta la independencia, San Vicente pasó por varias fases de situación colonial bajo los británicos. Se autorizó en 1776 una asamblea representativa, se instaló el gobierno de Colonia de la Corona en 1877.

### A partir delsigloXX
En 1902, el volcán de la Soufrière volvió a entrar en erupción, causando la muerte de entre 1500 y 2000 personas; muchas tierras de cultivo resultaron dañadas y la economía se deterioró. De efectos y consecuencias similares a la erupción de 1812, se emitieron un total de 380 millones de metros cúbicos de tefra en forma de penachos volcánicos y nubes incandescentes que cubrieron el norte de la isla y generaron lahares y tsunamis, que de nuevo provocaron daños materiales y 1.600 muertos a pesar de la evacuación de la población. Sorprendentemente, esta erupción tuvo lugar sólo unos días antes de la devastadora erupción del Monte Pelée de Martinica, que se encuentra en el mismo arco de subducción.
En 1925 se estableció un consejo legislativo en 1925 y se introdujo el sufragio adulto universal en 1951.
Durante este periodo, los británicos hicieron varios intentos sin éxito para juntar San Vicente con otras islas de Barlovento a fin de gobernar la región a través de una administración unificada. Las propias colonias, deseosas de liberarse del gobierno británico, hicieron un notable intento de unificación llamada Federación de las Indias Occidentales, que desapareció en 1962.
Los desastres naturales han estado presentes en la historia del país. En 1902, el volcán de La Soufrière entró en erupción, matando a 2000 personas. Muchas tierras de labranza fueron dañadas y la economía deteriorada.
El 27 de octubre de 1969 se le otorgó a San Vicente la condición de Estado asociado, cediéndole el control completo sobre sus asuntos internos.
La erupción del 13 de abril de 1979 no causó víctimas, ya que el aviso previo permitió la evacuación de miles de residentes locales a las playas cercanas. La erupción de 1979 creó una gran columna de ceniza que alcanzó Barbados, a 160 km (100 mi) al este del volcán. Un informe periodístico afirmaba que dos niños habían muerto durante la evacuación de unas 1.500 personas, aunque el informe no fue confirmado. El Reino Unido y Estados Unidos proporcionaron ayuda financiera y material.
Después de un referéndum en 1979, bajo Milton Cato, San Vicente y las Granadinas se convirtieron en la última de las islas de Barlovento en conseguir la independencia en el décimo aniversario de su condición de Estado asociado, el 27 de octubre de 1979.

### Época posterior a la independencia
Milton Cato, del Partido Laborista de San Vicente (SVLP), de centro-izquierda, fue el primer primer ministro del país (era Primer ministro desde 1974), y gobernó hasta su derrota en las elecciones generales de 1984 frente a James Fitz-Allen Mitchell, del Nuevo Partido Democrático (NDP), de centro-derecha. Durante el mandato de Cato, se produjo una breve rebelión en la isla de la Unión, en diciembre de 1979, dirigida por Lennox "Bumba" Charles. Inspirado en la reciente revolución de Granada, Charles alegó el abandono de la Unión por parte del gobierno central.

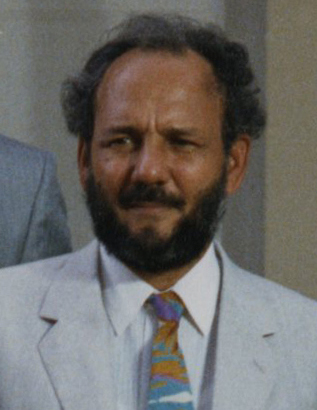
James F. Mitchell primer ministro de San Vicente y las Granadinas entre 1984 y 2000

Lennox "Bumba" Charles, líder de los insurgentes, alego que estaba profundamente preocupado por la falta de servicios sociales básicos, las dificultades económicas y el aparente abandono del Gobierno de Cato. En septiembre de 1978, formó parte de la delegación de Union Island en la Reunión de Consulta Introductoria sobre los Problemas Sociales que afectan a las Granadinas, celebrada en Bequia. Más de un año después, no se hizo nada, por lo que el tejido social y económico de la isla se deterioró aún más. Ante el estancamiento económico y social, Union Island, con sus golpistas al mando de Charles, entró en los anales de la historia el 7 de diciembre de 1979 con su levantamiento armado.
La toma del poder se produjo a primera hora de la mañana, sin resistencia por parte de los cuatro policías alojados en la comisaría de Ashton, que fue bombardeada y provocó la huida de los agentes. Con el uso de un sistema de megafonía obtenido de una iglesia local, se informó a los residentes del levantamiento y se les instó a permanecer en casa. Los insurgentes tomaron el control de todos los edificios gubernamentales importantes y de las instalaciones esenciales. Sin embargo, estos controles duraron poco, ya que los insurgentes abandonaron posteriormente sus puestos.
La euforia inicial tras la aplastante victoria del Partido Laborista de San Vicente se desvaneció rápidamente cuando el país, todavía en "pañales constitucionales", vio amenazada su nueva soberanía por unos insurgentes situados a 48 millas del territorio continental de San Vicente.
Cato declaró el estado de emergencia e impuso un toque de queda desde el anochecer hasta el amanecer en todo San Vicente y las Granadinas. Pidió a Estados Unidos, Gran Bretaña y la región que enviaran tropas para ayudar. Sólo el primer ministro de Barbados, Tom Adams, respondió con el envío de soldados bajianos a suelo de Vincy, lo que provocó serios debates en el Parlamento de Barbados. La opinión era que el levantamiento de Union Island era un asunto interno del Estado y no debía ser objeto de injerencia extranjera por parte de otros países.
Unos cuarenta policías al mando del inspector Ruthford Cox, unionista, fueron enviados desde San Vicente para recuperar el control de la isla. Pasaron la mayor parte del día en la cercana isla Palm, ya que no estaban seguros de la ubicación exacta y la fuerza de los insurgentes. Más tarde, ese mismo día, los policías desembarcaron y restablecieron la ley y el orden. Un hombre fue asesinado en Clifton y otro desapareció en el mar en circunstancias misteriosas.
Más de cuarenta personas inocentes, entre las que se encontraban destacados ancianos, fueron arrestadas, llevadas a tierra firme y detenidas en Fort Charlotte. La mayoría de ellos fueron liberados sin cargos al año siguiente, después de haber pasado la Navidad en el calabozo. Para todos ellos, fueron tres semanas tortuosas en las que fueron golpeados, empapados regularmente con agua fría, y obligados a permanecer tumbados en el frío suelo con poco material para dormir y poco para comer. Charles fue detenido por las autoridades granadinas y entregado a finales de 1980, donde fue juzgado, condenado y encarcelado.
También se produjeron una serie de huelgas a principios de la década de 1980. James Mitchell fue primer ministro durante 16 años, hasta el año 2000, ganando tres elecciones consecutivas. Mitchell estuvo al frente de los intentos de mejorar la integración regional. En 1980 y 1987, los huracanes dañaron muchas plantaciones de plátanos y cocos. Las temporadas de huracanes también fueron muy activas en 1998 y 1999, y el huracán Lenny, en 1999, causó grandes daños en la costa oeste de la isla
En 2000, Arnhim Eustace fue nombrado primer ministro tras asumir el liderazgo del NDP tras la retirada de Mitchell; fue derrotado un año después por Ralph Gonsalves, del Partido Laborista de la Unidad (partido sucesor del SVLP). [Gonsalves -un izquierdista conocido en el país como "Camarada Ralph"- argumentó que las naciones europeas deben a las naciones caribeñas reparaciones por su papel en la trata de esclavos en el Atlántico. Gonsalves ganó un segundo mandato en 2005, un tercero en 2010, y un cuarto en 2015.

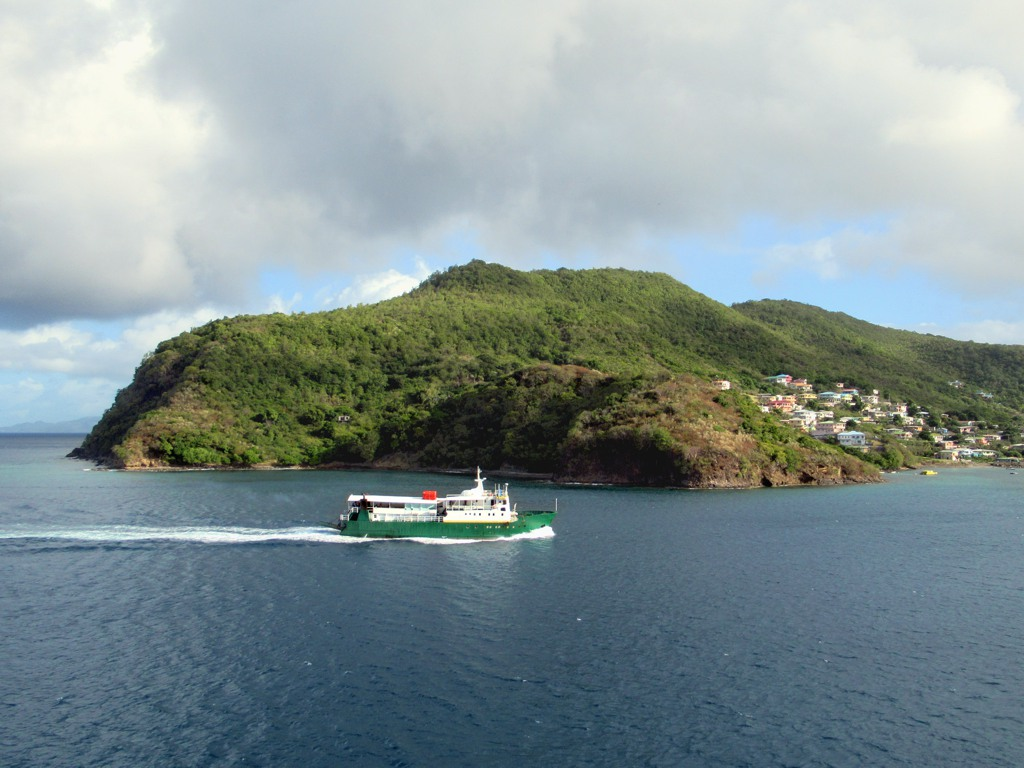
Ferry cerca de Port Elizabeth en 2019

En 2009 se celebró un referéndum sobre una propuesta para adoptar una nueva constitución que convirtiera al país en una república, sustituyendo a la entonces reina Isabel II como jefa de Estado por un presidente no ejecutivo, una propuesta apoyada por el primer ministro Gonsalves. Se requería una mayoría de dos tercios, pero el referéndum a pesar de obtener mayoría de votos no consiguió el porcentaje exigido por la constitución. Obteniéndose 29.019 votos (55,64%) contra 22.493 (43,13%).
En noviembre de 2020, Ralph Gonsalves, primer ministro de San Vicente y las Granadinas desde 2001, hizo historia al conseguir la quinta victoria consecutiva de su Partido Laborista de Unidad (ULP) en las elecciones generales.
En 1980 y 1987, los huracanes comprometieron las plantaciones de banana y coco; en 1998 y 1999 también se dieron temporadas de huracanes muy activas, con el Huracán Lenny en 1999, causando grandes daños en la costa oeste de la isla. Después de 40 años, en 2019 el volcán la Soufrière volvió a entrar en erupción teniendo que evacuar a un poco más de un cuarto de la población de la isla, alcanzando daños materiales que alcanzarían el 50 % del PIB nacional.

### SigloXXI
La Soufrière, un estratovolcán situado en la isla de San Vicente, inició una erupción efusiva el 27 de diciembre de 2020. El 9 de abril de 2021, se produjo una erupción explosiva, y el volcán "continuó entrando en erupción de forma explosiva" durante los días siguientes, con flujos piroclásticos. El patrón de actividad de la erupción fue comparable al del evento ocurrido en 1902, que tuvo un Índice de Explosividad Volcánica (IEV) de 4. Se sabe que el volcán ha entrado en erupción 23 veces en los últimos 4.000 años, y había estado inactivo desde 1979.
La evacuación de los habitantes de la isla comenzó cuando empezaron las erupciones explosivas. Muchos países, incluidas las islas de la región, y organizaciones proporcionaron ayuda y apoyo. Servicios como la electricidad y el agua se vieron gravemente afectados. Las emisiones de ceniza y gas de dióxido de azufre afectaron a la población. La pandemia de COVID-19 dificultó la evacuación, que requirió las precauciones habituales de COVID-19 para evitar brotes.

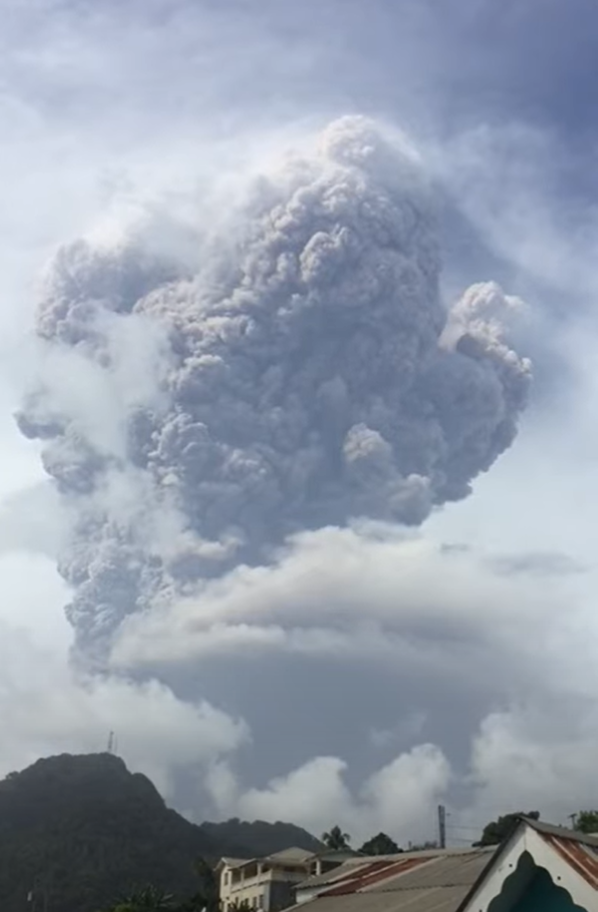
Erupción del Volcán La Soufrière en 2021

Dado que los volcanes como La Soufrière pueden cambiar muy repentinamente entre las fases de erupción efusiva y explosiva, los vulcanólogos estuvieron en alerta máxima cuando una erupción efusiva formó un nuevo domo de lava dentro del cráter de la cumbre el 27 de diciembre de 2020. [El domo de lava se creó en el borde oeste-suroeste de un domo anterior que se había formado durante la erupción de 1979. Los funcionarios del gobierno comenzaron a comunicarse con los residentes de la zona a lo largo de diciembre y enero para revisar los planes de evacuación en caso de que la actividad volcánica aumentara.
La erupción efusiva continuó en enero, tiempo durante el cual el domo de lava había crecido. Del 6 al 12 de enero, el domo creció y se expandió hacia el oeste, produjo pequeños desprendimientos de rocas y emitió penachos de gas y vapor. El 14 de enero, el domo de lava creció y se expandió hacia el este y el oeste. El 15 de enero, la vegetación de las paredes interiores del cráter, al este, al sur y al oeste, estaba muy dañada, y se calcula que el domo tenía 90 m de altura, 160 m de ancho y 340 m de largo. El 16 de enero, el frente occidental de la cúpula, que se estaba expandiendo, alcanzó temperaturas de unos 590 °C (1.094 °F). Una pequeña depresión circular en la parte superior del domo de lava liberaba emisiones de gas. Entre el 20 y el 26 de enero, el domo de lava siguió creciendo, liberando penachos de gas y vapor. El 27 de enero, el domo alcanzó un volumen de 4 450 000 m3 (157 000 000 pies cúbicos), cuando se estimó que tenía 428 m (1404 pies) de largo, 217 m (712 pies) de ancho y 80 m (260 pies) de alto.
Santa Lucía, Granada, Antigua y Barbados aceptaron acoger a evacuados. El Primer ministro Ralph Gonsalves animó a las personas evacuadas a refugios en otros lugares de San Vicente a tomar la vacuna COVID-19. El entonces ministro de Asuntos Exteriores de Venezuela, Jorge Arreaza, anunció a través de Twitter que su país enviaría suministros humanitarios y expertos en riesgos. Carnival Cruise Lines envió el Carnival Paradise y el Carnival Legend para transportar hasta 1.500 residentes cada uno a las islas vecinas. La línea de cruceros Royal Caribbean Group envió el Serenade of the Seas y el Celebrity Reflection.
Varias islas cercanas, el Reino Unido y organismos como las Naciones Unidas proporcionaron ayuda y apoyo financiero de emergencia. La primera oferta importante de financiación a largo plazo, de 20 millones de dólares, fue anunciada el 13 de abril de 2021 por el Banco Mundial.

## Política y gobierno
San Vicente y las Granadinas es una monarquía parlamentaria dentro de la Mancomunidad de Naciones (en inglés: Commonwealth of Nations). El rey Carlos III del Reino Unido es jefe de Estado y está representado en las islas por un Gobernador General, un cargo en su mayor parte con funciones ceremoniales. El control del gobierno descansa en el primer ministro y el Gabinete.

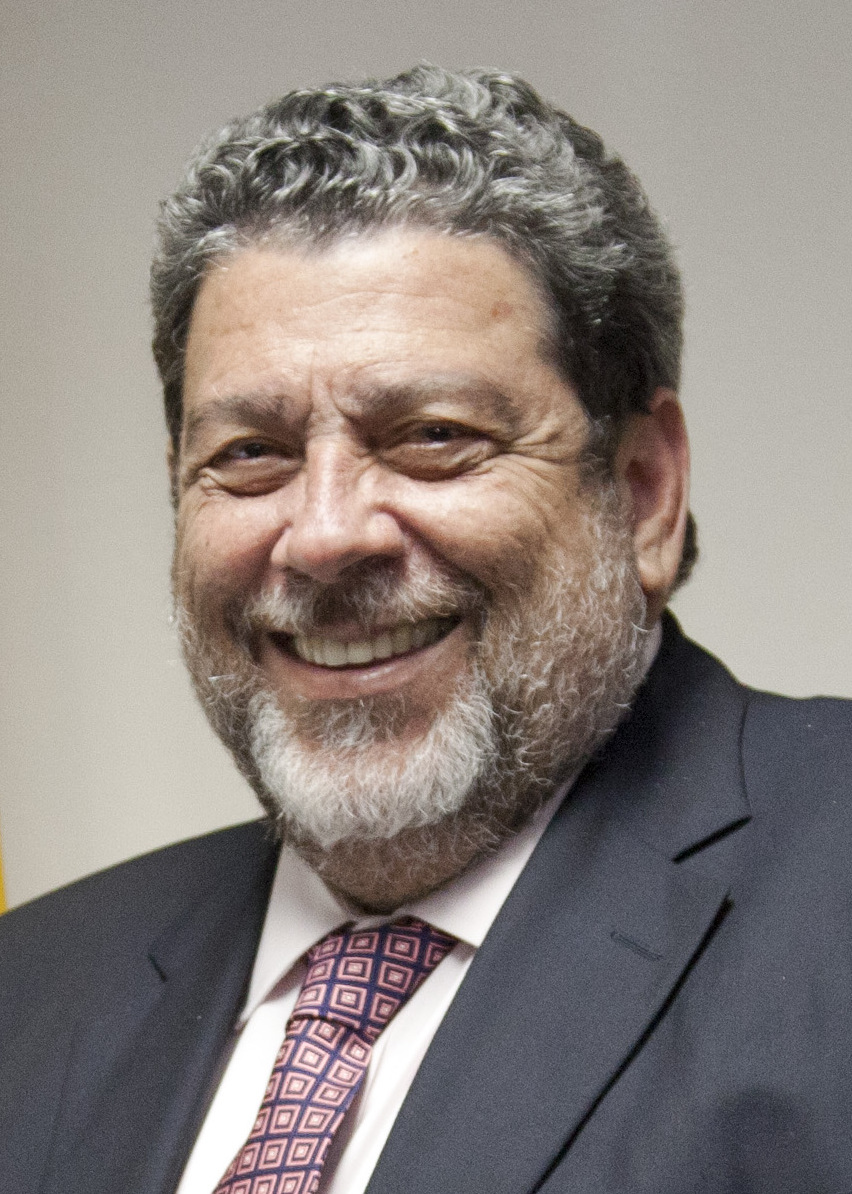
Ralph Gonsalves Primer ministro de San Vicente y las Granadinas desde 2001

El país no tiene fuerzas armadas formales, aunque la Real Fuerza Policial de San Vicente y las Granadinas incluye una Unidad de Servicios Especiales.
San Vicente y las Granadinas es un miembro pleno y participante de la Comunidad del Caribe (CARICOM), la Organización de Estados del Caribe Oriental (OECS), la Alianza Bolivariana para las Américas (ALBA), la Comunidad de Estados Latinoamericanos y Caribeños (CELAC), la Organización de las Naciones Unidas (ONU), la Organización de los Estados Americanos (OEA) y la Conferencia interamericana de seguridad social (CISS).

### Derechos humanos
En materia de derechos humanos, respecto a la pertenencia a los siete organismos de la Carta Internacional de Derechos Humanos, que incluyen al Comité de Derechos Humanos (HRC), San Vicente y las Granadinas ha firmado o ratificado:
| San Vicente y las Granadinas | Tratados internacionales | Tratados internacionales  | Tratados internacionales | Tratados internacionales | Tratados internacionales  | Tratados internacionales | Tratados internacionales  | Tratados internacionales | Tratados internacionales  | Tratados internacionales | Tratados internacionales  | Tratados internacionales | Tratados internacionales  | Tratados internacionales | Tratados internacionales | Tratados internacionales  | Tratados internacionales  | Tratados internacionales  |
| --- | --- | ------------------------- | --- | --- | ------------------------- | --- | ------------------------- | --- | ------------------------- | --- | ------------------------- | ------------------------ | ------------------------- | --- | ------------------------ | ------------------------- | ------------------------- | ------------------------- |
| San Vicente y las Granadinas | CESCR | CESCR                     | CCPR | CCPR | CCPR                      | CERD | CED                       | CEDAW | CEDAW                     | CAT | CAT                       | CRC                      | CRC                       | CRC | CRC                      | MWC                       | CRPD                      | CRPD                      |
| San Vicente y las Granadinas | CESCR | CESCR-OP                  | CCPR | CCPR-OP1 | CCPR-OP2-DP               | CERD | CED                       | CEDAW | CEDAW-OP                  | CAT | CAT-OP                    | CRC                      | CRC-OP-AC                 | CRC-OP-SC | CRC-OP-CP                | MWC                       | CRPD                      | CRPD-OP                   |
| Pertenencia | San Vicente y las Granadinas ha reconocido la competencia de recibir y procesar comunicaciones individuales por parte de los órganos competentes. | Ni firmado ni ratificado. | San Vicente y las Granadinas ha reconocido la competencia de recibir y procesar comunicaciones individuales por parte de los órganos competentes. | San Vicente y las Granadinas ha reconocido la competencia de recibir y procesar comunicaciones individuales por parte de los órganos competentes. | Ni firmado ni ratificado. | San Vicente y las Granadinas ha reconocido la competencia de recibir y procesar comunicaciones individuales por parte de los órganos competentes. | Ni firmado ni ratificado. | San Vicente y las Granadinas ha reconocido la competencia de recibir y procesar comunicaciones individuales por parte de los órganos competentes. | Ni firmado ni ratificado. | San Vicente y las Granadinas ha reconocido la competencia de recibir y procesar comunicaciones individuales por parte de los órganos competentes. | Ni firmado ni ratificado. | Firmado y ratificado.    | Ni firmado ni ratificado. | San Vicente y las Granadinas ha reconocido la competencia de recibir y procesar comunicaciones individuales por parte de los órganos competentes. | Sin información.         | Ni firmado ni ratificado. | Ni firmado ni ratificado. | Ni firmado ni ratificado. |
| Firmado y ratificado, firmado, pero no ratificado, ni firmado ni ratificado, sin información, ha accedido a firmar y ratificar el órgano en cuestión, pero también reconoce la competencia de recibir y procesar comunicaciones individuales por parte de los órganos competentes. | |                           | | |                           | |                           | |                           | |                           |                          |                           | |                          |                           |                           |                           |

### División de poderes
San Vicente y las Granadinas es una democracia parlamentaria perteneciente a la Mancomunidad de Naciones en la que el poder está dividido entre el ejecutivo, el legislativo y el judicial. El jefe del estado es el rey Carlos III, aunque delega la mayor parte de sus funciones a un gobernador general, siendo el jefe del gobierno el primer ministro. El poder legislativo recae en una asamblea unicameral de 21 miembros, siendo la mayoría de ellos electos por el pueblo y el resto designados por el gobernador general. El poder judicial descansa en la Suprema Corte del Caribe Oriental que es compartida por varios países limítrofes como Granada, Santa Lucía o Dominica.

### Partidos políticos
Los principales partidos políticos de San Vicente y las Granadinas son el Nuevo Partido Democrático, el Partido de la Unidad Laborista, el Movimiento Progresista Popular, el Partido Reformista Nacional y el Partido del Pueblo Trabajador.

### Relaciones exteriores

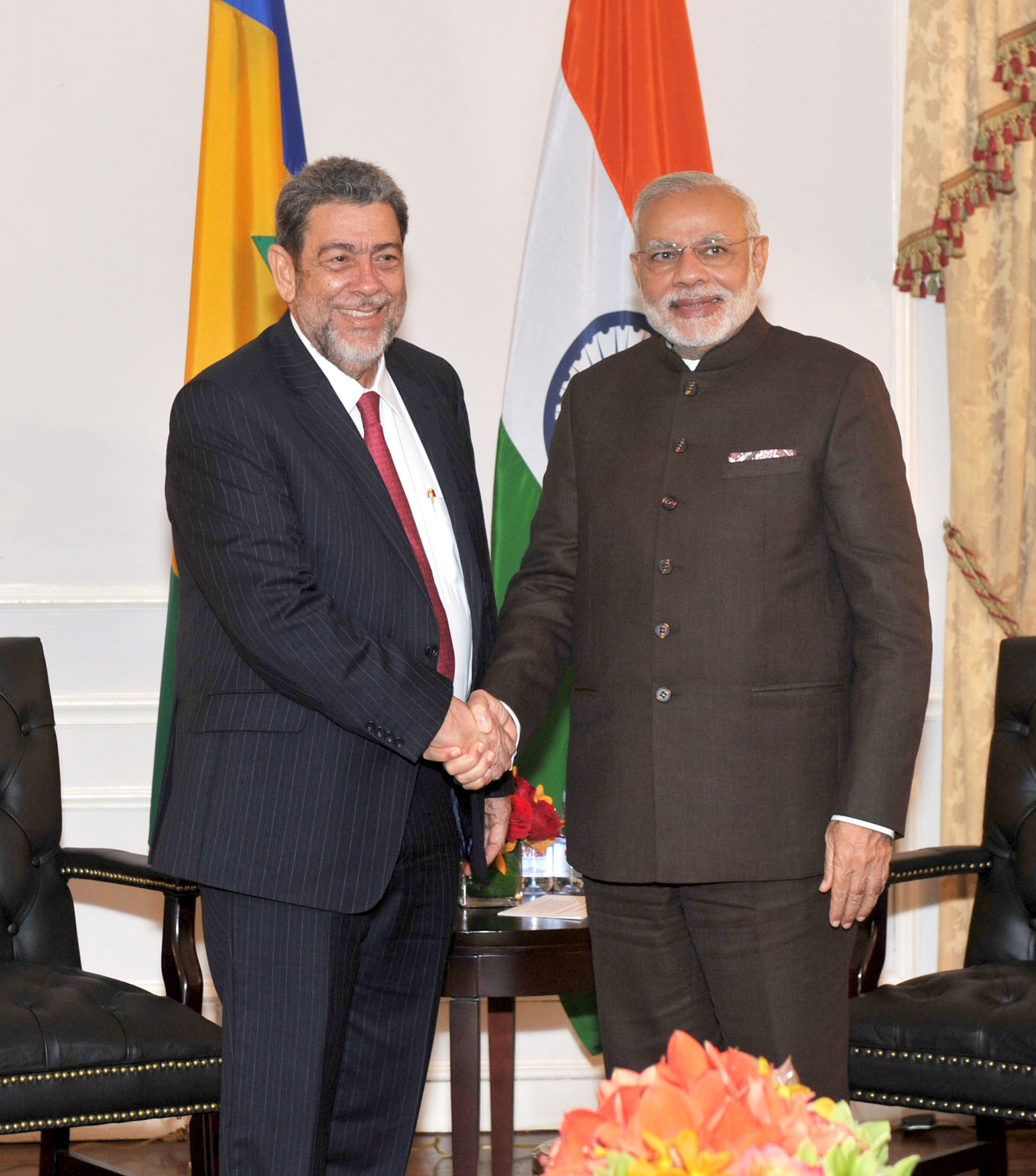
El primer ministro de San Vicente y las Granadinas reunido con el primer ministro de la India en Nueva York en 2015

San Vicente y las Granadinas mantiene estrechos lazos con Canadá, el Reino Unido y Estados Unidos, y Venezuela además coopera con organizaciones políticas y económicas regionales como la Organización de Estados del Caribe Oriental (OECO), el ALBA TCP la OEA y la CARICOM. La sexta embajada de la nación insular en el extranjero se inauguró el 8 de agosto de 2019 en Taipéi (Taiwán), tras la visita oficial del primer ministro Ralph Gonsalves a la República de China (Taiwán); las otras cinco se encuentran en Londres (un Alto Comisionado, ya que los países de la Commonwealth tienen altas comisiones en lugar de embajadas en los países de los demás), Washington D.C., La Habana, Caracas y Bruselas.
El 6 de julio de 1994, en el Centro de Conferencias de Sherbourne, St Michael, Barbados, como representante del Gobierno de San Vicente y las Granadinas, el entonces (James Mitchell, que posteriormente fue nombrado caballero) firmó los Tratados de Alivio de la Doble Imposición (CARICOM). Ese día hubo otros siete signatarios del acuerdo. Los países representados fueron Antigua y Barbuda, Belice, Granada, Jamaica, San Cristóbal y Nieves, Santa Lucía y Trinidad y Tobago.
Un octavo país firmó el acuerdo el 19 de agosto de 2016, Guyana.
Este tratado abarcaba los impuestos, la residencia, las jurisdicciones fiscales, las ganancias de capital, los beneficios empresariales, los intereses, los dividendos, las regalías y otras áreas.
El 30 de junio de 2014, San Vicente y las Granadinas firmó un acuerdo Modelo 1 con los Estados Unidos de América con respecto a la Ley de Cumplimiento Fiscal de Cuentas Extranjeras (FATCA). El 13 de mayo de 2016 el acuerdo pasó a estar en vigo.
En septiembre de 2017, en el 72.º período de sesiones de la Asamblea General de la ONU, los primeros ministros de las Islas Salomón, Tuvalu, Vanuatu y San Vicente y las Granadinas pidieron a la ONU que actuara en relación con los presuntos abusos de los derechos humanos cometidos contra los indígenas papúes de Nueva Guinea Occidental. Nueva Guinea Occidental está ocupada por Indonesia desde 1963. Más de 100.000 papúes han muerto durante 50 años de conflicto en Papúa.

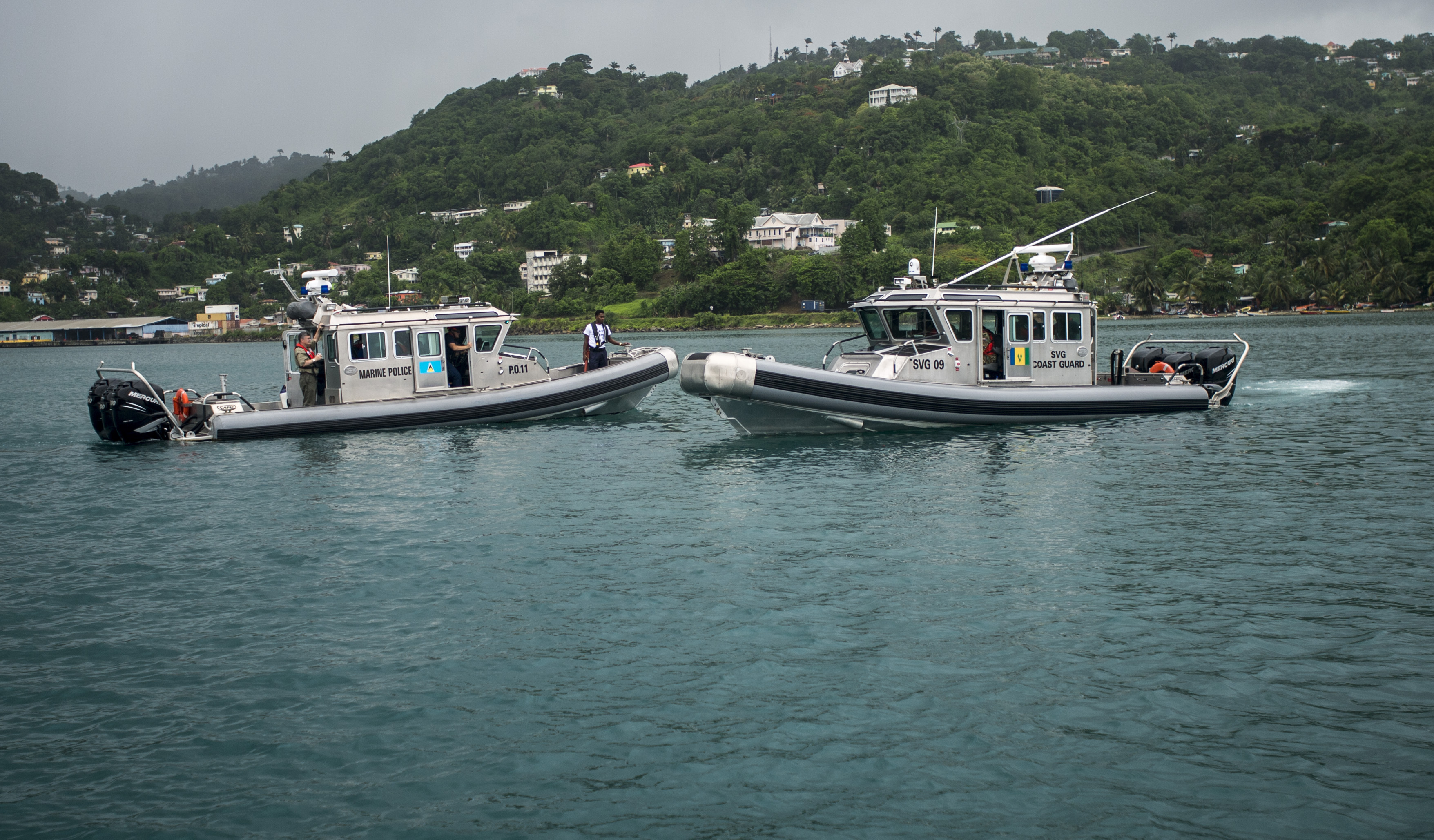
Interceptores de la guardia costera de San Vicente y las Granadinas y Santa Lucía se cruzan cerca de Castries, durante un entrenamiento en 2013

En 2019, San Vicente y las Granadinas se convirtió en el país más pequeño en ser elegido para el Consejo de Seguridad de la ONU.
San Vicente y las Granadinas ingresó en la Organización de Estados Americanos el 27 de octubre de 1981. Participa en las Cumbres de las Américas y en las Cumbres de Líderes Indígenas de las Américas.

### Defensa
San Vicente y las Granadinas no tienen una fuerza militar regular; la Unidad de Servicios Especiales paramilitares y la Guardia Costera están bajo el mando de la Real Fuerza de Policía de San Vicente y las Granadinas. En 2010, se estima que hay 31.489 hombres de entre 16 y 49 años disponibles para el servicio militar y 28.518 hombres de entre 16 y 49 años aptos para el servicio militar Cada año, aproximadamente 1169 hombres y 1224 mujeres alcanzan la edad militar, según las estimaciones de 2010.
La Real Fuerza Policial de San Vicente y las Granadinas recibe entrenamiento del Comando Sur de los Estados Unidos ( conocido por sus siglas USSOUTHCOM, United States Southern Command). Las Fuerzas Armadas de los Estados Unidos consideran a San Vicente y las Granadinas como una nación socia en el Caribe, junto con Santa Lucía.

Mapa de las Islas de San Vicente y las Granadinas

## Organización político-administrativa
Administrativamente, San Vicente y las Granadinas se divide en seis parroquias, con cinco en la isla de San Vicente, y las Granadinas juntas como archipiélago constituyendo la sexta.
1. Carlota (Parish of Charlotte)[80]
2. San Andrés (Parish of Saint Andrew)
3. San David (Parish of Saint David)[81]
4. San Jorge (Parish of Saint George)
5. San Patricio (Parish of Saint Patrick)
6. Granadinas (Parish of the Grenadines)

La más extensa es la parroquia de Carlota, con un área de 149km², mientras que la más pequeña es la de San Andrés con solo 29 km² de extensión. En cuanto al número de población, la parroquia de San Jorge es la más habitada, incluyéndose en ella la capital del país, Kingstown.

## Geografía

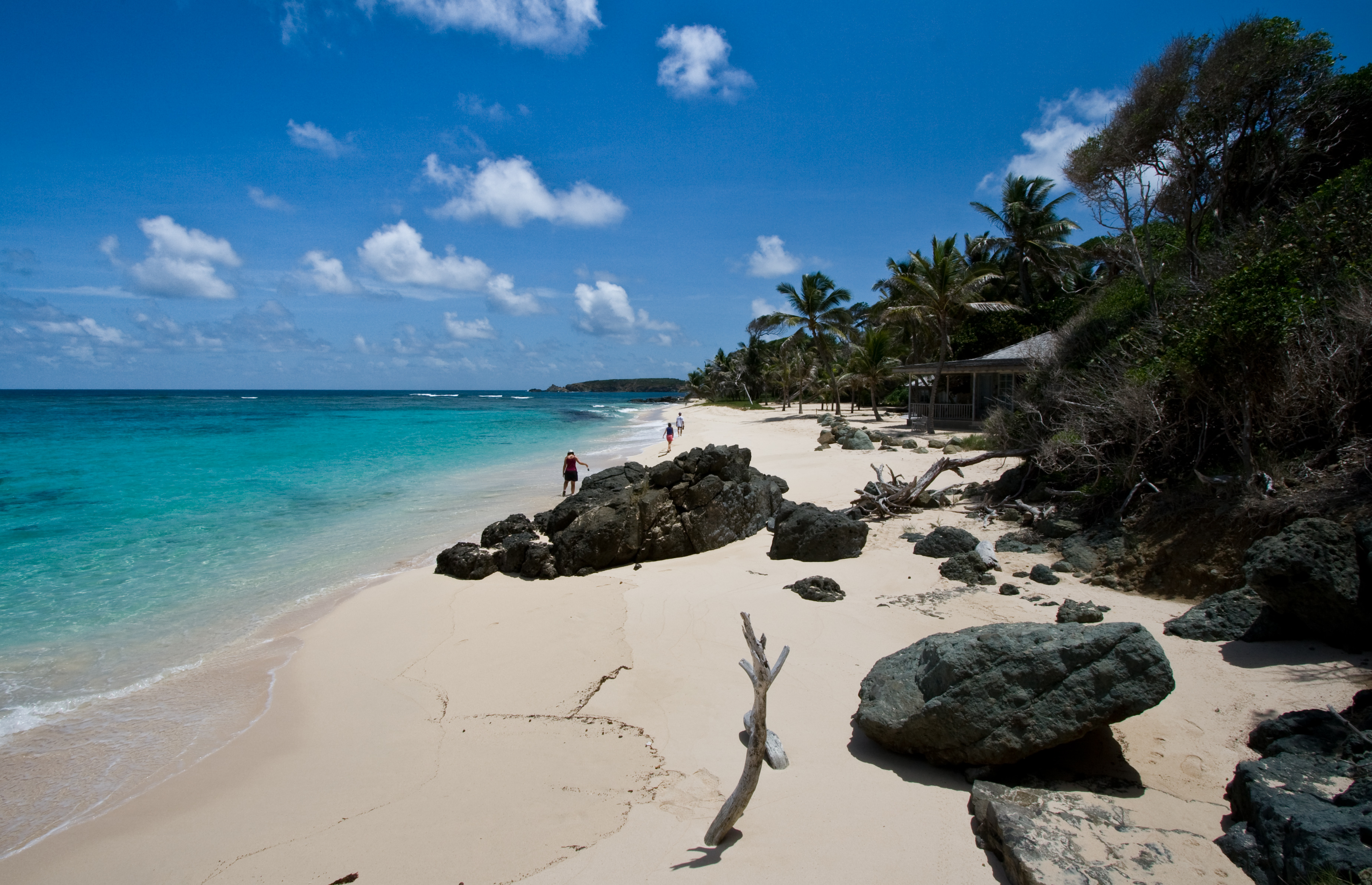
Playa en la Isla de Mustique, San Vicente y las Granadinas

Las islas que conforman San Vicente y las Granadinas nacen en el mar Caribe y forman parte de las Islas de Sotavento. Se ubican al oeste de Barbados, al sur de Santa Lucía y al norte de Granada. El territorio de San Vicente y las Granadinas consta de 32 islas e islotes: la isla principal, San Vicente (344 km²) y los dos tercios septentrionales de las Granadinas (45 km²). La isla de San Vicente, la más grande del territorio, cuenta con 29 km de largo por 18 km de ancho; está ocupada por montañas densamente arboladas, y sus ríos son cortos y de curso veloz. Por su parte, las Granadinas son una cadena de islas pequeñas que se encuentran al sur de San Vicente y al norte de Granada, a quien pertenece el tercio meridional del grupo, destacando por sus playas de arenas blancas y sus arrecifes de corales.
El terreno es en su mayor parte montañoso y el suelo es de origen volcánico. El punto más alto del país es el volcán La Soufrière, con 1234 m s. n. m., mientras que otros picos de gran altitud son el Gran Bonhomme, el Richmond y el monte St. Andrew. El clima es tropical, con poca variación de la temperatura en el curso del año. La estación de lluvias abarca de mayo a noviembre. Los ríos más importantes del país son el Colonarie y el Wallilabou.

### Geología

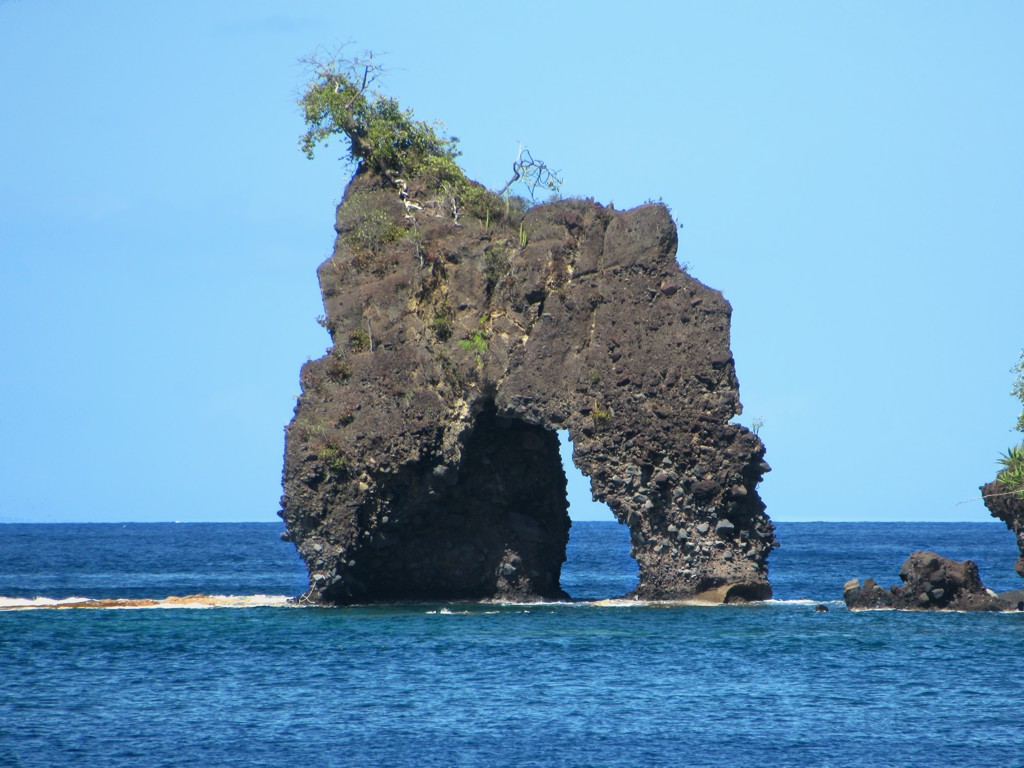
Una formación rocosa en la bahía de Walliabou en San Vicente y las Granadinas

La nación caribeña de San Vicente y las Granadinas se compone de 32 islas, islotes y cayos que se extienden desde San Vicente, la mayor, hacia el sur en dirección a Carriacou, en las Granadinas hasta la vecina nación de Granada. Las islas forman parte del arco insular de las Antillas Menores, (también llamadas Pequeñas Antillas) una región que se caracteriza por un vulcanismo activo provocado según las más recientes investigaciones por la subducción de la placa norteamericana y/o sudamericana bajo la placa tectónica del Caribe.
La isla de San Vicente es relativamente joven (las rocas más antiguas tienen un estimado de unos 3 millones de años de antigüedad) y está formada por una cordillera axial central que va desde el volcán activo llamado La Soufrière (1.178 m), en el norte, hasta el monte San Andrés (736 m) en el sur.
La historia geológica de la isla consiste en el desarrollo y la migración hacia el norte de una serie de centros volcánicos. Aparte de los depósitos aluviales recientes y las arenas de las playas, en la isla sólo se encuentran rocas ígneas. En cambio, las Granadinas son más antiguas y tienen una historia geológica mucho más compleja y variada. El paisaje volcánico original de estas islas ha sido ampliamente alterado por la erosión y los cambios en el nivel del mar. Los principales tipos de roca expuestos son de origen sedimentario (caliza impura y coral) e ígnea.

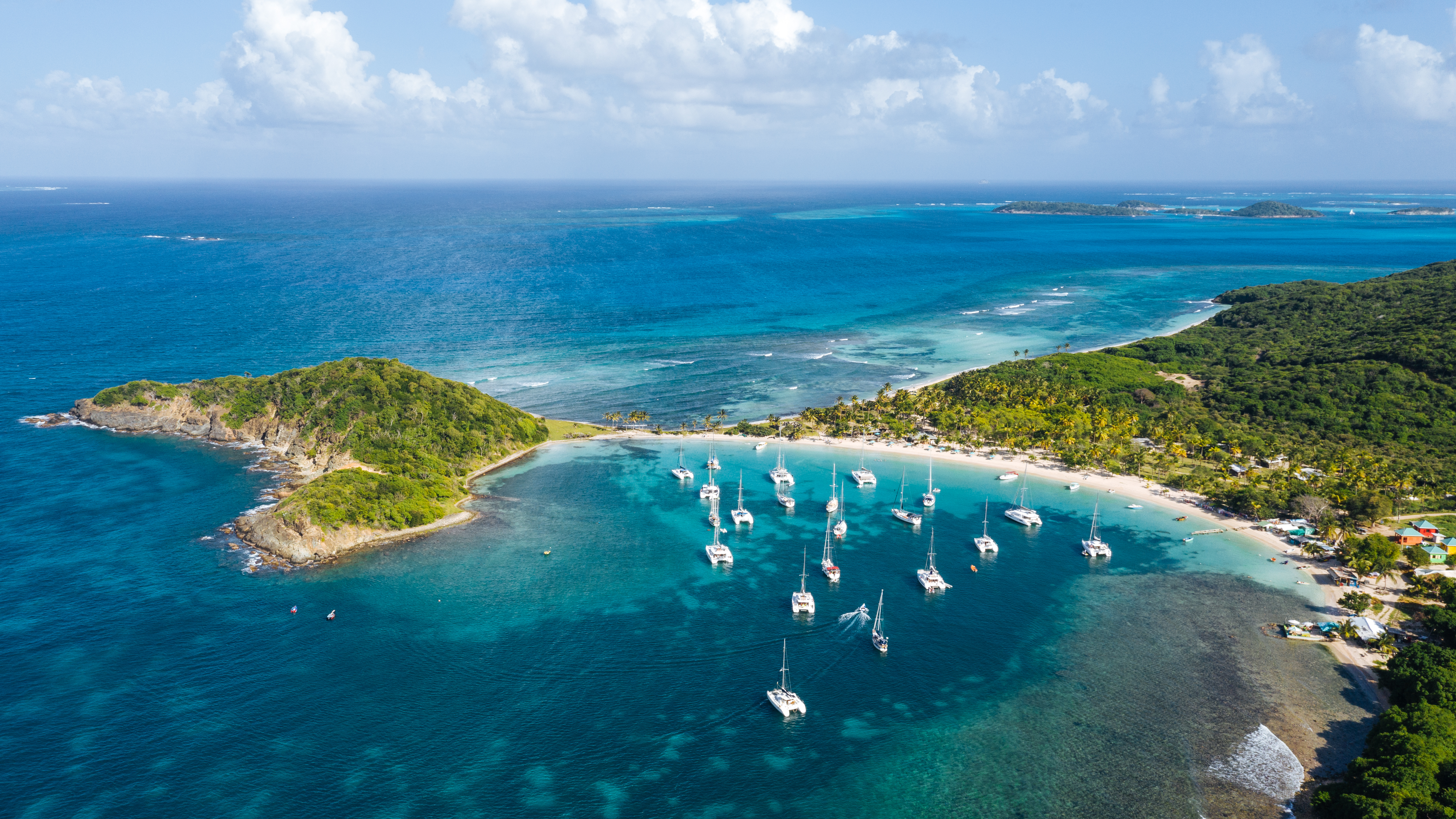
Isla de Mayreau, una de las islas Granadinas

Los recursos geológicos de que disponen el gobierno, las empresas y los particulares que operan en San Vicente y las Granadinas existen en diversas formas. En el pasado, los recursos geológicos sólo estaban disponibles a través de la Universidad de las Indias Occidentales (a través de la Unidad de Investigación Sísmica en San Agustín, Trinidad y el Departamento de Geología en Mona, Jamaica) y mediante el empleo de expertos visitantes de fuera de la región. Sin embargo, en los últimos 10 años varios vicentinos han recibido formación en el campo de la geología y la información y los conocimientos especializados se han hecho más accesibles a nivel local. La información se puede solicitar a varias fuentes y existe la posibilidad de que tenga un impacto significativo en el desarrollo futuro de la nación.

### Clima
Las islas de San Vicente y las Granadinas se caracterizan por un clima que generalmente ofrece condiciones cálidas y húmedas durante todo el año. Las precipitaciones y la temperatura varían estacionalmente, pero la variación de las primeras es mucho más pronunciada. Durante la estación seca (diciembre-mayo), las islas reciben entre 76 y 90 mm de precipitaciones al mes. La estación húmeda (junio-noviembre) aporta 190-215 mm de lluvia al mes. Estos rangos representan las medias de las mediciones observadas entre 1970 y 1999.
Estas cifras representan los promedios de todo el país, por lo que existen variaciones significativas, tanto entre las islas como dentro de ellas. En las de mayor altitud se registran más precipitaciones, que se concentran específicamente en las montañas de mayor altitud. El pico de la Soufrière y las zonas montañosas circundantes, las partes más húmedas del país, reciben hasta 580 mm de lluvia al mes, mientras que los valles bajos y las llanuras costeras de barlovento pueden ser bastante secos, experimentando totales de lluvia mensuales mucho más bajos.

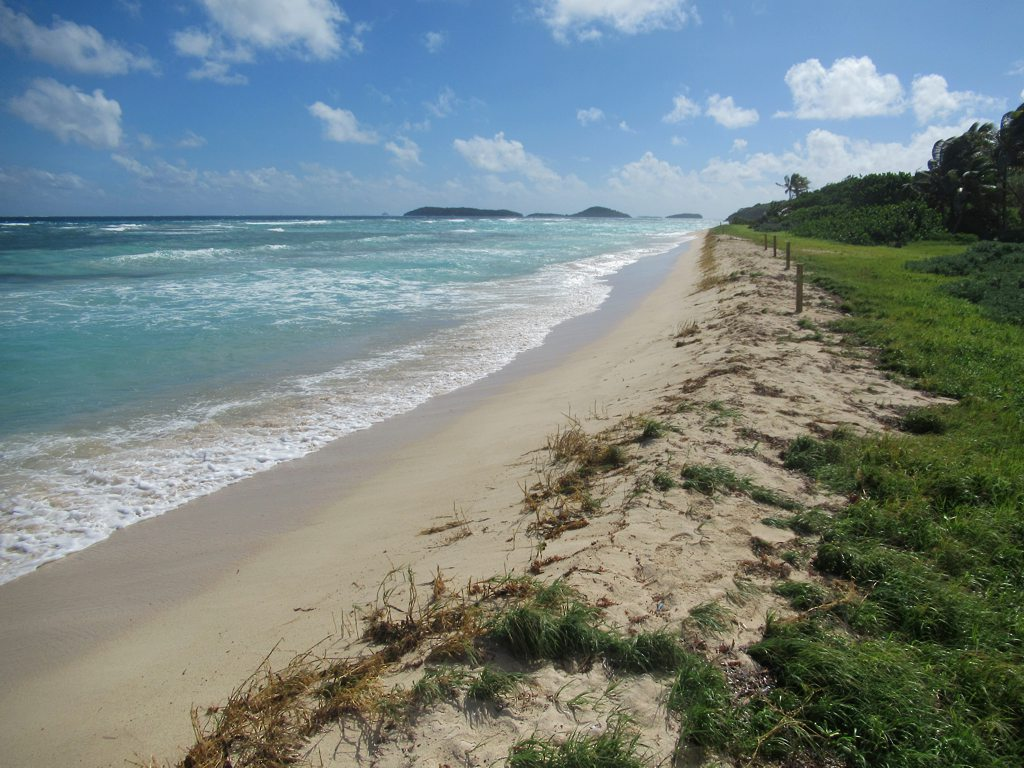
Playa en los Cayos de Tobago, San Vicente y las Granadinas

En todo el archipiélago, las precipitaciones disminuyen en general de norte a sur, debido a la influencia climatológica de La Soufrière (y de las demás montañas altas de San Vicente) y a las elevaciones relativamente bajas y las pequeñas islas situadas más al sur de las Granadinas. Los modelos climatológicos predicen una disminución de las precipitaciones anuales globales, basándose en las tendencias observadas desde 1960. En lo que respecta a la temperatura, la elevación vuelve a impulsar la variación, en este caso superando tanto la estacionalidad como la fluctuación diurna.
Entre 1970 y 1999, las temperaturas medias observadas para todo el archipiélago oscilaron entre 25,6 y 27,3 °C. Los climatólogos han observado una tendencia al aumento temperaturas desde 1960 y prevén un aumento anual de la temperatura media de entre 0,6 y 2,3 °C para 2060. Los modelos predicen que tanto el calentamiento como la disminución de las precipitaciones serán más pronunciados y rápidos en las Granadinas que en San Vicente.

### Flora y Fauna
La flora terrestre en los cayos de Tobago consiste principalmente en bosques secos, hierbas y arbustos, incluyendo especies como el coco, el agave, el cactus, Coccoloba sp. y Diospyros sp. En el Parque Marino de los Cayos de Tobago, los árboles de manchineel (Hippomane mancinella), altamente venenosos, están bien establecidos en las islas Petit Rameau, Baradal y Jamesby. En Petit Rameau hay una mancha de mangle rojo (Rhizophora mangle), una especie rara en el país (aunque está clasificada como de menor preocupación en la Lista Roja de la UICN). En los cayos hay algunos Melocactus broadwayi, catalogados como casi amenazados en la Lista Roja de la UICN. Bajo el agua, hay zonas de praderas marinas que contienen dos especies amenazadas: la hierba del manatí (Syringodium filiforme) y la hierba de la tortuga (Thalassia testudinum).

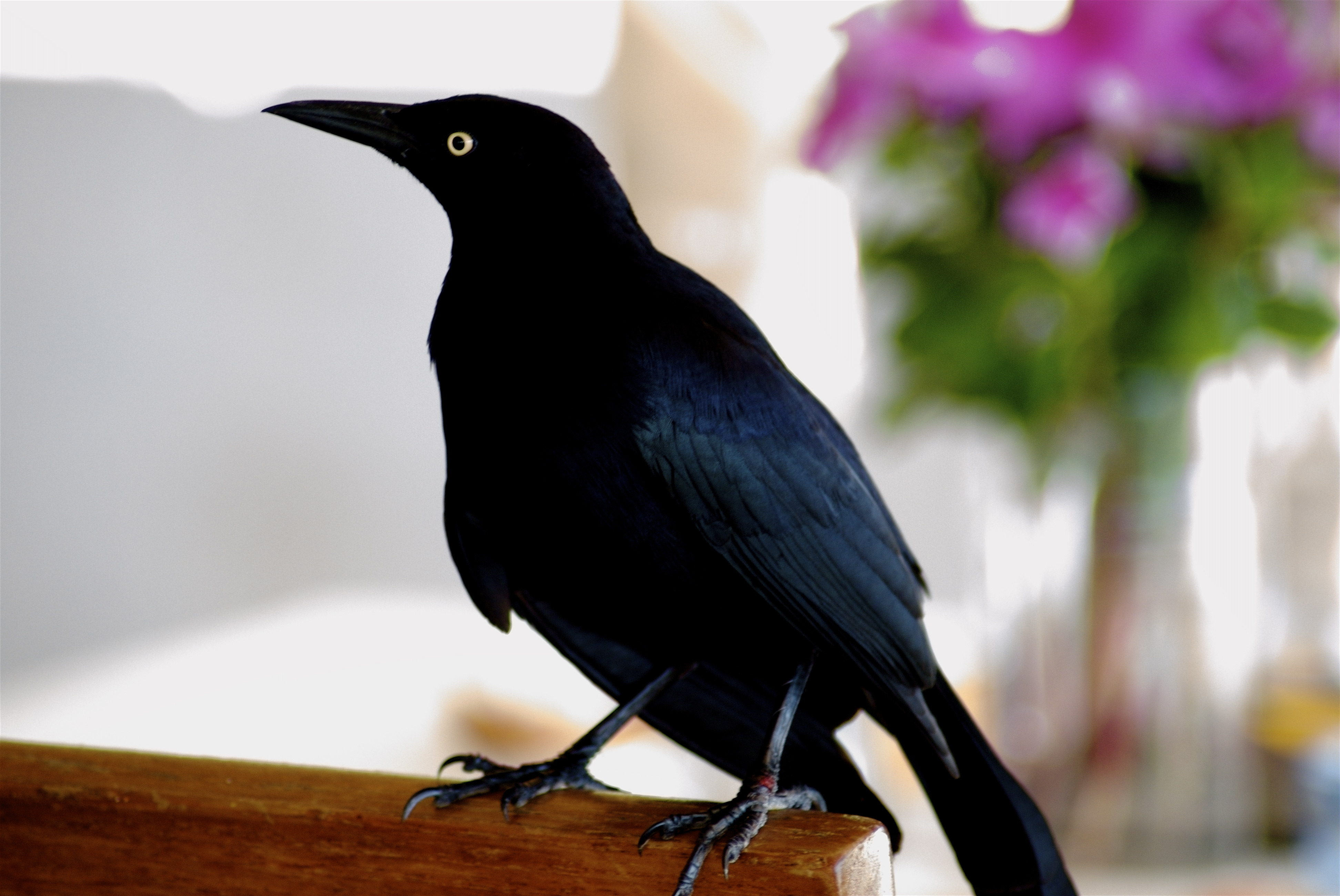
Zanate caribeño (Quiscalus lugubris) en la isla Union

El parque marino contiene una serie de importantes especies amenazadas, tanto terrestres como marinas. Hay poblaciones de pelícanos pardos, charranes bridados e iguanas en el parque, y hay muchas aves migratorias que pasan por la zona. Las playas y los lechos de hierbas marinas son zonas de alimentación y anidación de tortugas verdes, tortugas carey y tortugas laúd. Los arrecifes albergan muchas especies de coral de las familias Milleporidae, Alcyonacea y Scleractinia. También hay poblaciones de caracola reina y langosta del Caribe. La salud del arrecife es generalmente buena, con tiburones avistados en las inmersiones con regularidad.
La isla de Battowia es conocida localmente como la "isla de los pájaros", ya que es un lugar de descanso y anidación para una gran variedad de aves marinas, en particular las de mayor tamaño, como las fragatas, las gaviotas y los piqueros, así como el pelícano pardo, el negrito pardo y el charrán de hollín. También es posible encontrar aves terrestres como el sinsonte tropical, la paloma de orejas y el colibrí de cresta antillana.
Otros habitantes de la isla son las cabras y las raras serpientes del Congo (Amphiuma) y el corredor tropical de Barbour (Mastigodryas bruesi).

## Economía

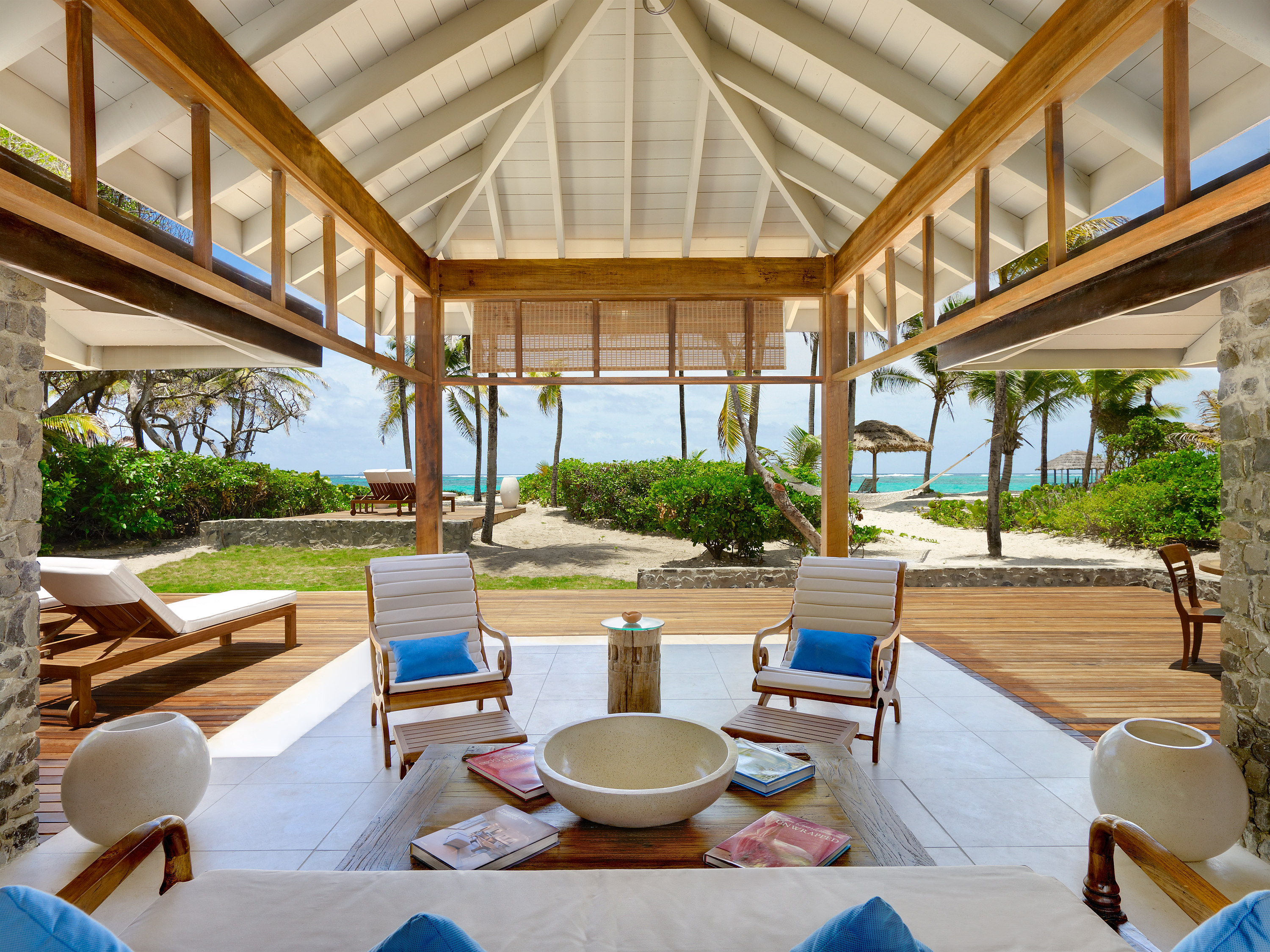
Un complejo turístico en la isla de Pequeño San Vicente (Petit St. Vincent)

La economía sanvicentina es muy modesta y su principal fuente de ingresos es la exportación de plátanos y algunos productos agrícolas. Aunque el turismo ha venido creciendo en los últimos años, el gobierno no ha podido diversificar su fuente de divisas. Una gran parte de los productos que consumen tiene que ser importada de sus socios comerciales. La emisión de sellos postales, principalmente destinado al coleccionismo filatélico, es también una importante fuente de ingreso para su economía. Su moneda es el dólar del Caribe Oriental (EC$). El éxito de la economía se basa en las variaciones estacionales en la agricultura, el turismo y la actividad de la construcción, así como las entradas de remesas.
El 75,5% de la economía está dedicada al sector servicios, 17,4% al sector secundario (industrias) mientras que el 7,15% del PIB pertenece al sector primario.
| Exportaciones a | Exportaciones a | Importaciones de  | Importaciones de |
| País            | Porcentaje      | País              | Porcentaje       |
| --------------- | --------------- | ----------------- | ---------------- |
| Jordania        | 40,7 %          | Estados Unidos    | 36,8 %           |
| Francia         | 12,5 %          | Trinidad y Tobago | 19,1 %           |
| Barbados        | 7 %             | Reino Unido       | 7 %              |
| Otros           | 39,8 %          | Otros             | 37,1 %           |

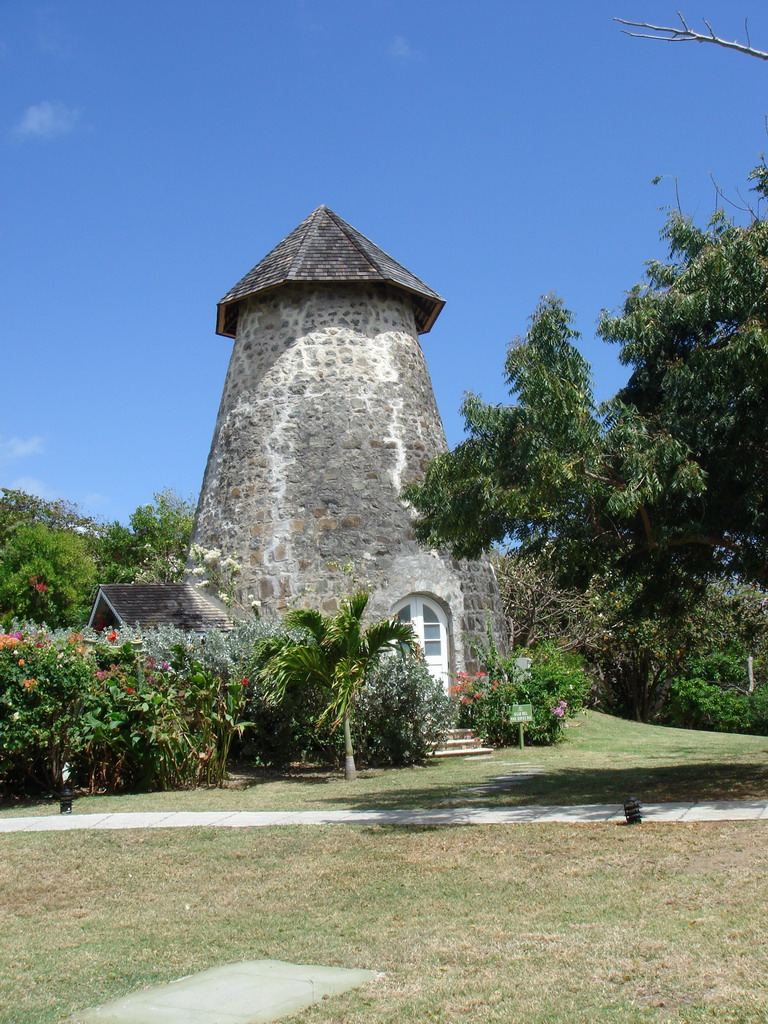
Molino de azúcar en Mustique, La industria azucarera duró hasta el, cuando el cultivo de la remolacha azucarera europea redujo drásticamente la demanda de azúcar tropical.

Este país de ingreso medio es vulnerable a los desastres naturales, pues las tormentas tropicales eliminaron partes considerables de las cosechas de 1994, 1995 y 2002. En 2008, las islas tenían más de 200 000 llegadas de turistas, en su mayoría a las Granadinas, una caída de casi un 20 % desde 2007. San Vicente es la sede de un pequeño sector de la banca offshore y ha pasado a adoptar las normas internacionales de regulación. La capacidad del gobierno para invertir en programas sociales y de responder a los choques externos está limitada por su elevada carga de la deuda pública, que fue del 90% del PIB a finales de 2010. El crecimiento del PIB alcanzó un máximo en 10 años de casi el 7 % en 2006. A raíz de la crisis global, San Vicente y las Granadinas ha experimentado contracciones anuales desde el año 2009, por lo que el gobierno de Gonsalves está dirigiendo los recursos del gobierno para proyectos de infraestructura, incluyendo un nuevo aeropuerto internacional, el cual comenzó a funcionar en febrero de 2017.
La economía de San Vicente y las Granadinas creció apenas registró crecimiento tras la crisis financiera mundial, entre los años 2010-2017. Aunque los años 2018 y 2019 apuntaban a cierta recuperación, la pandemia de COVID-19 limitó las mejoras, cayendo el PIB un 3.3% en 2020. Lamentablemente, 2021 trajo consigo la erupción en abril del volcán La Soufrière, con más de 15.000 personas desplazadas. El FMI estimó en octubre de 2021 que el año cerraría con una nueva caída del -6,1% del PIB. La economía de San Vicente y Granadinas es la propia de una pequeña isla, con una población aproximada de 110.000 habitantes, y un PIB per cápita de 7.100 USD. La economía es altamente dependiente del turismo a pesar de que el número de turistas es muy moderado comparado con el que reciben otras economías caribeñas. Al igual que el resto de sus vecinos caribeños, San Vicente y las Granadinas está muy expuesto a los riesgos de desastres naturales, cuenta con un espacio terrestre muy reducido, con una producción y una capacidad exportadora muy limitada y con unos recursos humanos y físicos también muy limitados, factores todos ellos que condicionan un potencial crecimiento.
Hoy en día, el negocio de servicios de yates y el negocio de fletamento turístico de un día proporcionan muchos puestos de trabajo. También hay numerosas boutiques y supermercados, bares y restaurantes, cibercafés y un operador de buceo.
En Union Island hay varios hoteles y casas de huéspedes, así como escuelas, iglesias y una pequeña clínica de salud.
La moneda oficial es el dólar del Caribe Oriental (XCD), aunque los dólares estadounidenses (USD) y los euros (EUR) son ampliamente aceptados.
Los servicios de telecomunicaciones los proporciona Cable & Wireless, que ofrece servicios de telefonía fija e inalámbrica (GSM). Digicel compite por los servicios inalámbricos, incluida la red que antes operaba AT&T Wireless/Cingular. Los servicios de Internet de alta velocidad los proporciona Cable and Wireless (512 kbit/s de bajada, 128 kbit/s de subida). La isla está conectada al continente de San Vicente por una serie de torres digitales de microondas (a través de conexiones con las islas vecinas de Canouan y Bequia).
El servicio wifi en el puerto se ofrece a través de Internet Cafe-Clifton. También a través de HotHotHot Spot, un servicio ofrecido en Union a través de Erika's Marine Services, que también se ofrece en Bequia, en las Granadinas, así como en Dominica y Antigua (tanto en Falmouth como en English Harbours y Jolly Harbour). También se ofrece apoyo informático y electrónico en The Internet Cafe - Clifton.
Los muelles y embarcaderos locales ganan dinero alquilando su espacio abierto a los turistas que han alquilado veleros o yates, cobrándoles por eslora.
En medio del puerto de Clifton se encuentra Happy Island, una isla artificial con un bar.
Hay servicios de ferry entre Clifton y San Vicente, los lunes, martes, jueves, viernes y sábados en el MS Barracouda y el MS Gemstar. También hay servicios de ferry quincenales entre Ashton y Hillsborough, Carriacou (Granada), los lunes y jueves.

### Comunicaciones
En 2010, en San Vicente y las Granadinas había 21 700 líneas telefónicas terrestres. Su sistema de teléfono fijo es totalmente automático y cubre toda la isla y todas las islas habitadas Granadinas. En 2002, había 10 000 teléfonos móviles. En 2010, este número había aumentado a 131 800. El servicio de telefonía móvil está disponible en la mayoría de las zonas de San Vicente y las Granadinas.
El país cuenta tan solo con diez emisoras de radio. Tiene una estación de televisión ZBG-TV (SVGTV) y un proveedor de televisión por cable. El país cuenta con dos proveedores de Internet (Digicel y LIME), que ofrecen telefonía celular y servicios de Internet.

### Turismo

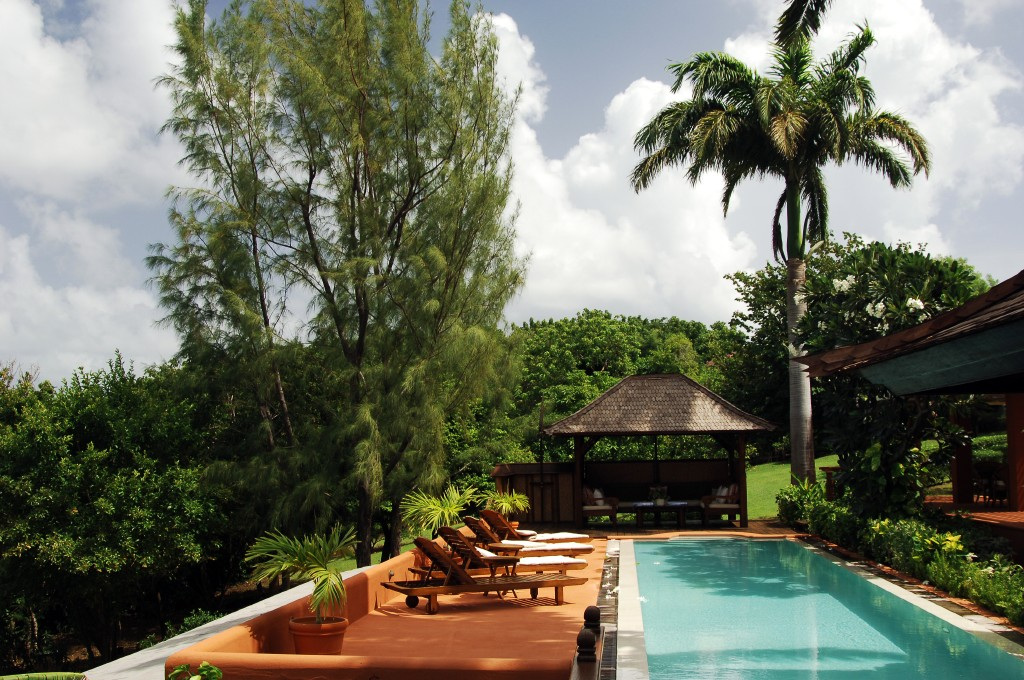
Una villa en la isla de Mustique

El sector turístico tiene un considerable potencial de desarrollo. El rodaje de las películas de Piratas del Caribe en la isla ha contribuido a exponer el país a más visitantes e inversores potenciales. El crecimiento reciente se ha visto estimulado por la fuerte actividad del sector de la construcción y la mejora del turismo.
La industria del turismo desempeña un papel cada vez más importante en la economía de la isla Union. Un gran número de yates visitan la isla cada año, a menudo de camino a los cercanos Cayos de Tobago. Hay varias casas de huéspedes locales, como la Iglesia católica de San José, el Anchorage Yacht Club y un pequeño hotel en el Bougainvilla de Clifton.
La observación de tortugas está a cargo de Union Island Environmental Attackers (UIEA), una organización medioambiental no gubernamental que busca preservar Union Island. La observación de tortugas se realiza durante la temporada de veda de tortugas (del 1 de marzo al 31 de julio), durante la cual está prohibido capturar o matar tortugas para su consumo.
También hay varios bares y restaurantes en la isla.
La bahía de Chatham, en el lado oeste de la isla, es popular entre los yates de crucero por su carácter remoto y su buena protección.
Una característica clave de la región de Union Island es el Parque Nacional Marino de los Cayos de Tobago. Los Cayos de Tobago son un grupo de pequeñas islas deshabitadas rodeadas de arrecifes. Se puede practicar snorkel, buceo y nadar con tortugas marinas.
El Union Island Sailing Club patrocina dos botes de vela que participan en regatas locales.
La isla de Bequia es popular entre los yates de crucero, los expatriados y los turistas. Una de las épocas más concurridas del año es la regata anual de Semana Santa y el festival de música.
Dos tiendas de buceo organizan excursiones a 28 puntos de inmersión identificados en los alrededores de Bequia. Hay varios pecios y cuevas poco profundas accesibles para buceadores avanzados. No es raro ver tortugas de carey, langostas, morenas y muchos tipos de peces cuando se bucea por Bequia.
La isla de Mustique tiene muchas características notables. Uno de los más notables es el Basil's Bar, en la bahía de Britannia. El bar sigue situado justo en el agua, con vistas a una bahía de color azul llamativo que sirve de amarre a los yates.
El negocio fue propiedad de Basil Charles durante más de veinte años; antes era el barman del Hotel Cotton House de Tennant. En 2017, sin embargo, había vendido la operación a The Mustique Company Tras una renovación, el bar reabrió en 2018.
La principal playa es la de Macaroni, en el lado atlántico; las grandes olas la hacen más adecuada para el surf que para la natación. La playa de Lagoon, en el lado oeste, es más tranquila "pero demasiado poco profunda y con mucha marea para nadar", según una reseña. Gelliceaux, una bahía protegida, es preferible para nadar.
Entre las villas que se alquilan (desde 8.000 dólares por una habitación hasta 150.000 dólares semanales por más de 6 habitaciones) se encuentran Les Jolies Eaux, de la realeza, Mandalay, de estilo indonesio (construida para David Bowie), Pangolin, una casa balinesa de siete habitaciones, Toucan Hill, de temática marroquí y un "palacio travertino". Se pueden alquilar barcos en la bahía Endeavor.

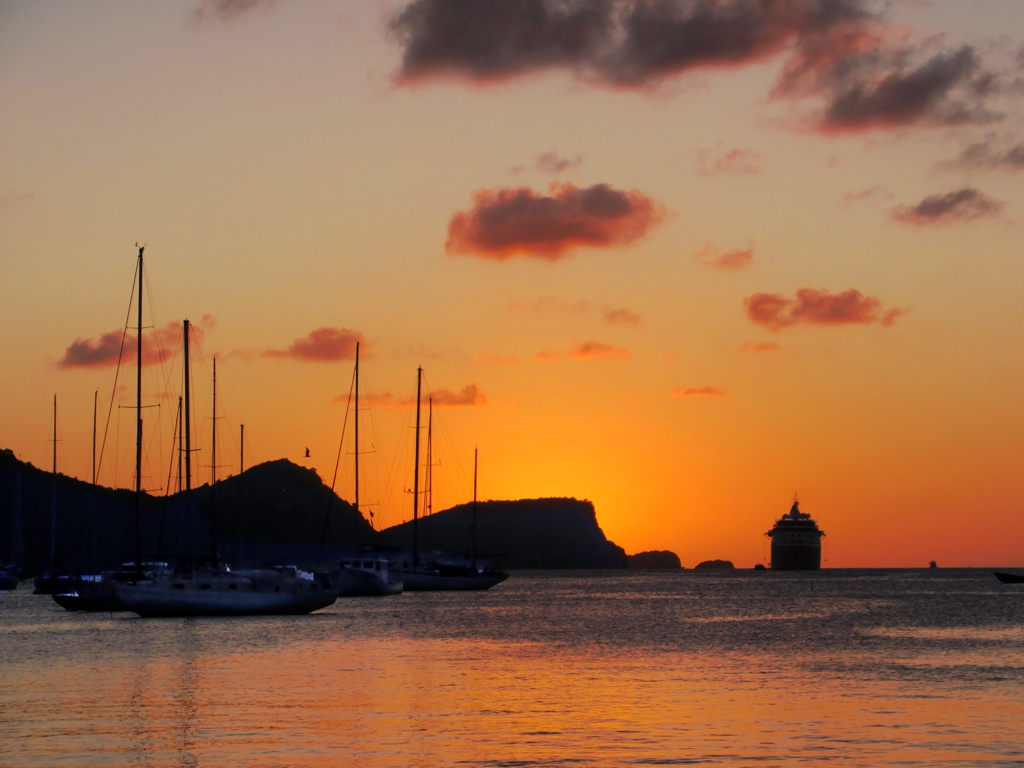
Atardecer en Bequia, una de las islas Granadinas

### Pesca
Bequia es uno de los pocos lugares del mundo donde todavía se permite la caza limitada de ballenas. La Comisión Ballenera Internacional (CBI) clasifica la caza de la isla dentro de la normativa relativa a la caza aborigen de ballenas. Los nativos de Bequia están autorizados a capturar hasta cuatro ballenas jorobadas al año utilizando únicamente los métodos de caza tradicionales de arpones lanzados a mano en pequeñas embarcaciones de vela abiertas, pero se abusa regularmente de estos métodos utilizando lanchas rápidas para perseguir a las ballenas y cañones de arpones para la matanza. [El límite rara vez se cumple, y algunos años no hay capturas. Bequia tiene una larga tradición de caza de ballenas, así como de construcción de barcos balleneros.
En la reunión de 2012 de la CBI, los delegados renovaron la cuota anual de ballenas para los tres grupos que presentaron ofertas conjuntas: Los inupiat de Alaska, los indígenas rusos de Chukotka, en el este de Siberia, y San Vicente y las Granadinas, a pesar de las protestas de los delegados de la República Dominicana, Ecuador, Chile y Costa Rica. El delegado de la República Dominicana, Peter Sánchez, dijo que la caza de San Vicente y las Granadinas era una "caza artesanal de ballenas fuera de control", y que los cazadores han "infringido repetidamente las normas: cazando a los jóvenes y a las hembras preñadas", Otros delegados señalaron que San Vicente y las Granadinas "no debería incluirse en las normas de la ASW [caza de ballenas de subsistencia aborigen] porque los bequianos, el grupo que mantiene la caza, no son verdaderamente indígenas".
El delegado de Mónaco, Frederic Briand, argumentó que la caza de ballenas "iniciada por una familia de colonos en fecha tan reciente como 1875 no puede calificarse de "aborigen". Louise Mitchell Joseph, hablando en nombre de la Coalición del Caribe Oriental para la Concienciación Medioambiental, declaró que no había ninguna historia documentada de la caza de ballenas en las islas, y que "se han realizado muchas excavaciones arqueológicas y no se ha encontrado ninguna prueba de la caza de ballenas por parte de los pueblos aborígenes. Nunca se encontraron restos de ballenas ni armas que pudieran haber sido utilizadas para matar a un mamífero tan grande; tampoco hay imágenes de ballenas inscritas en nuestros petroglifos".
En la isla hay un pequeño museo ballenero que relata la historia de la caza de ballenas. En el paseo marítimo de Puerto Elizabeth se encuentra el Whaleboner Bar & Restaurant. Este bar tiene una entrada a la playa que consiste en un arco de dos costillas de ballena, así como vértebras de ballena montadas en los asientos del bar y una costilla de ballena que recorre la longitud del bar.

## Demografía

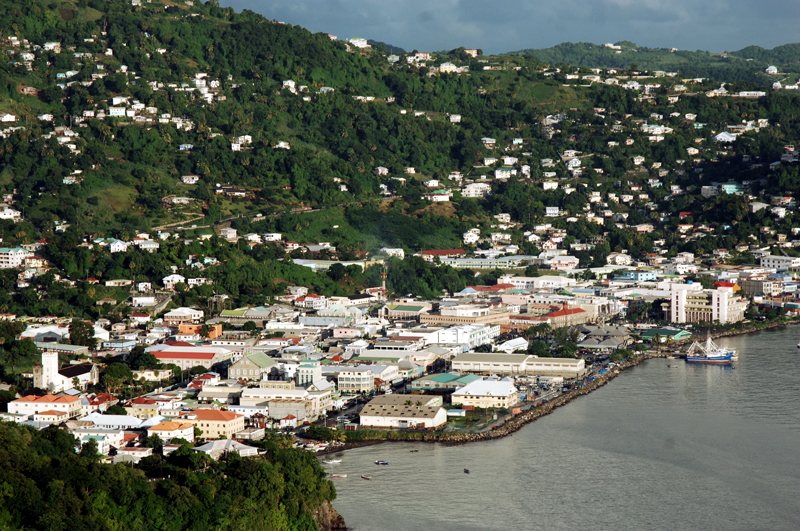
Kingstown es la ciudad con más población de San Vicente y las Granadinas.

San Vicente y las Granadinas cuenta con una población de 104 574 habitantes (2009), de ellos el 66 % son negros, el 19,0 % son mestizos y el restante 15,0 % está compuesto por otros grupos étnicos como asiáticos y blancos. El idioma oficial es el inglés. La esperanza de vida es de 74,0 años. El promedio de hijos por mujer es de 1,81. La tasa de crecimiento poblacional es del 0,24 % anual. El 96,0 % de la población está alfabetizada.
Las tres localidades más pobladas en San Vicente y las Granadinas son Kingstown, la capital y ciudad más importante (16 416 habitantes), Georgetown (1414 habitantes) y Byera (1149 habitantes). De acuerdo a estimaciones de 2012, la esperanza de vida al nacer es de 74,39 años (72,4 en hombres y 76,3 en mujeres) y la tasa de alfabetización es del 96 % (96 % en hombres y mujeres). La mortalidad infantil es de 16,2 por cada mil nacimientos.

### Idiomas
Aunque el idioma oficial es el inglés, existe también el llamado vicentino criollo, un dialecto mayormente con léxico inglés, elementos de francés, criollo antillano, español y portugués. El inglés se utiliza en la educación, gobierno, religión y otros ámbitos, mientras que el criollo (o "dialecto" como se conoce entre la población local) suele utilizarse en situaciones informales, como en la casa y entre amigos. Además del criollo, el idioma hindi es usado por una parte de su población.

### Religión

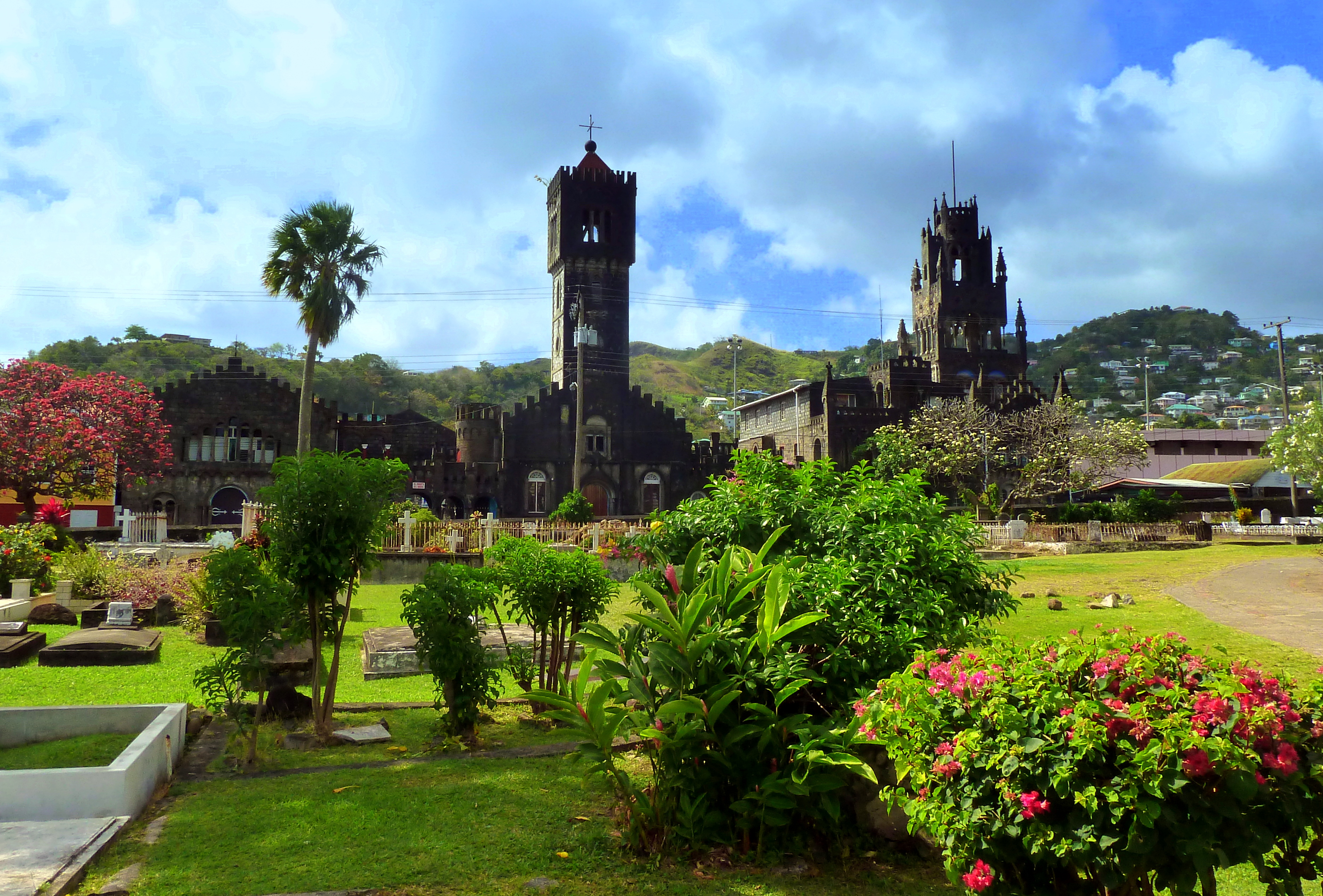
Catedral de la Asunción (Kingstown)

Según el censo realizado en el 2001, el 81,5 % de la población de San Vicente y las Granadinas se identifican como cristianos, el 6,7 % practica otra religión, mientras que el resto de la población no ejerce ninguna religión, o bien no la refleja.
El anglicanismo conforma el mayor grupo religioso, con el 17,8 % de la población. Los pentecostales, con el 17,6 %, son el segundo grupo más numeroso. En tercer lugar se encuentran los metodistas (10,9 %), seguidos por los Adventistas del Séptimo Día (10,2 %) y los bautistas (10 %). Otros grupos cristianos minoritarios incluyen los católicos (7,5 %), la Iglesia Evangélica (2,8 %), la Iglesia de Dios (2,5 %), la Iglesia de los Hermanos (1,3 %), los Testigos de Jehová (0,6 %) y el Ejército de Salvación (0,3 %).
El número de personas que no practican el cristianismo es bajo. Entre los más importantes se encuentran los rastafaris (1,5 %), hinduistas y musulmanes (1,5 %).

### Sanidad
El gasto en salud en San Vicente y las Granadinas fue del 8,6% del PIB en 2014, 917 dólares per cápita. La esperanza de vida al nacer se estimó en 69 años para los hombres en 2016 y en 75 para las mujeres.
El Ministerio de Salud, Bienestar y Medio Ambiente es responsable de las instalaciones sanitarias. Hay 39 centros de salud de nivel primario. La atención especializada se presta a veces en Barbados, Trinidad y Tobago o Estados Unidos.

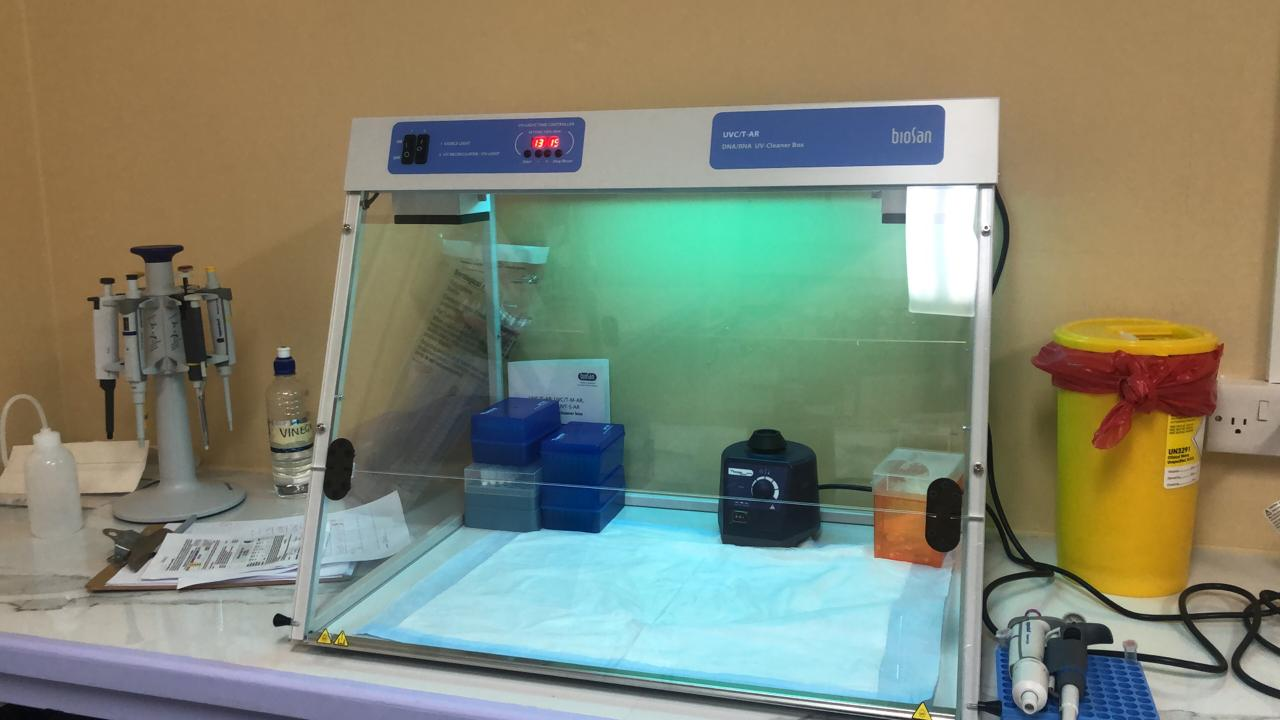
Equipo para el COVID-19 de San Vicente y las Granadinas

El Archipiélago posee diversas instalaciones hospitalarias entre las que destacan:
- El Hospital general de Kingstown, también conocido como Million Cato Memorial Hospital, un centro de salud público con 209 camas,
- El Hospital Maryfield una instalación de propiedad privada, en Kingstown
- El Hospital Lowmans y Bequia Casualty, en Puerto Elizabeth,
- El Hospital de Chateaubelair, que fue mejorado por la Organización Panamericana de la Salud para hacerlo más resistente a los desastres naturales.[112]

En 2016, San Vicente y las Granadinas puso en marcha una iniciativa a nivel nacional para mejorar el bienestar psicológico y la salud mental de la población. Se cree que la Iniciativa de Bienestar Psicológico es uno de los primeros servicios integrales de salud mental de este tipo en el mundo. Se trata de un programa nacional de acceso abierto y ascendente que se pone a disposición de los ciudadanos en línea y de forma gratuita. Esta iniciativa comprende tres programas en línea para la ansiedad, el bajo estado de ánimo y el estrés laboral, basados en la Terapia de Aceptación y Compromiso (ACT). Los programas de ACT son ofrecidos por la empresa innovadora anglo-finlandesa Headsted Limited y están patrocinados por la Unión Europea en el marco del 10.º Fondo Europeo de Desarrollo.
La Clínica Médica de Mustique está abierta todos los días y hay una farmacia en la isla. En caso de problemas médicos graves, se puede organizar la evacuación a Martinica (un territorio dependiente de Francia) o Miami en el Estado de la Florida.

### Educación
La educación en San Vicente y las Granadinas no es obligatoria ni gratuita en general, aunque los niños suelen ir a la escuela hasta los 15 años. En 1998, la tasa bruta de matriculación en primaria era del 90,5%, y la tasa neta del 83,5%.
Las tasas de asistencia a la escuela primaria no estaban disponibles para San Vicente y las Granadinas en 2001. Aunque las tasas de matriculación indican un nivel de compromiso con la educación, no siempre reflejan la participación de los niños en la escuela. Según el gobierno, se investigan los casos en los que los niños abandonan la escuela antes de los 16 años.
La Iniciativa para la Medición de los Derechos Humanos (HRMI) considera que San Vicente y las Granadinas sólo cumple el 88,4% de lo que debería cumplir en cuanto al derecho a la educación, basándose en el nivel de ingresos del país. Teniendo en cuenta el nivel de ingresos de San Vicente y las Granadinas, el país cumple el 84,8% de lo que debería ser posible en función de sus recursos (ingresos) para la educación primaria y el 91,9% para la educación secundaria.
Hay 2 escuelas en Canouan - la Escuela Primaria del Gobierno y la Escuela Secundaria de Canouan que abrió en septiembre de 2019. Ambas escuelas están ubicadas en el mismo edificio con la Escuela Secundaria ubicada en la parte superior y la escuela primaria en la parte inferior. También hay un preescolar oficial de Canouan y un preescolar privado llamado Coral Reef situado cerca de la escuela primaria y la escuela secundaria..

## Cultura

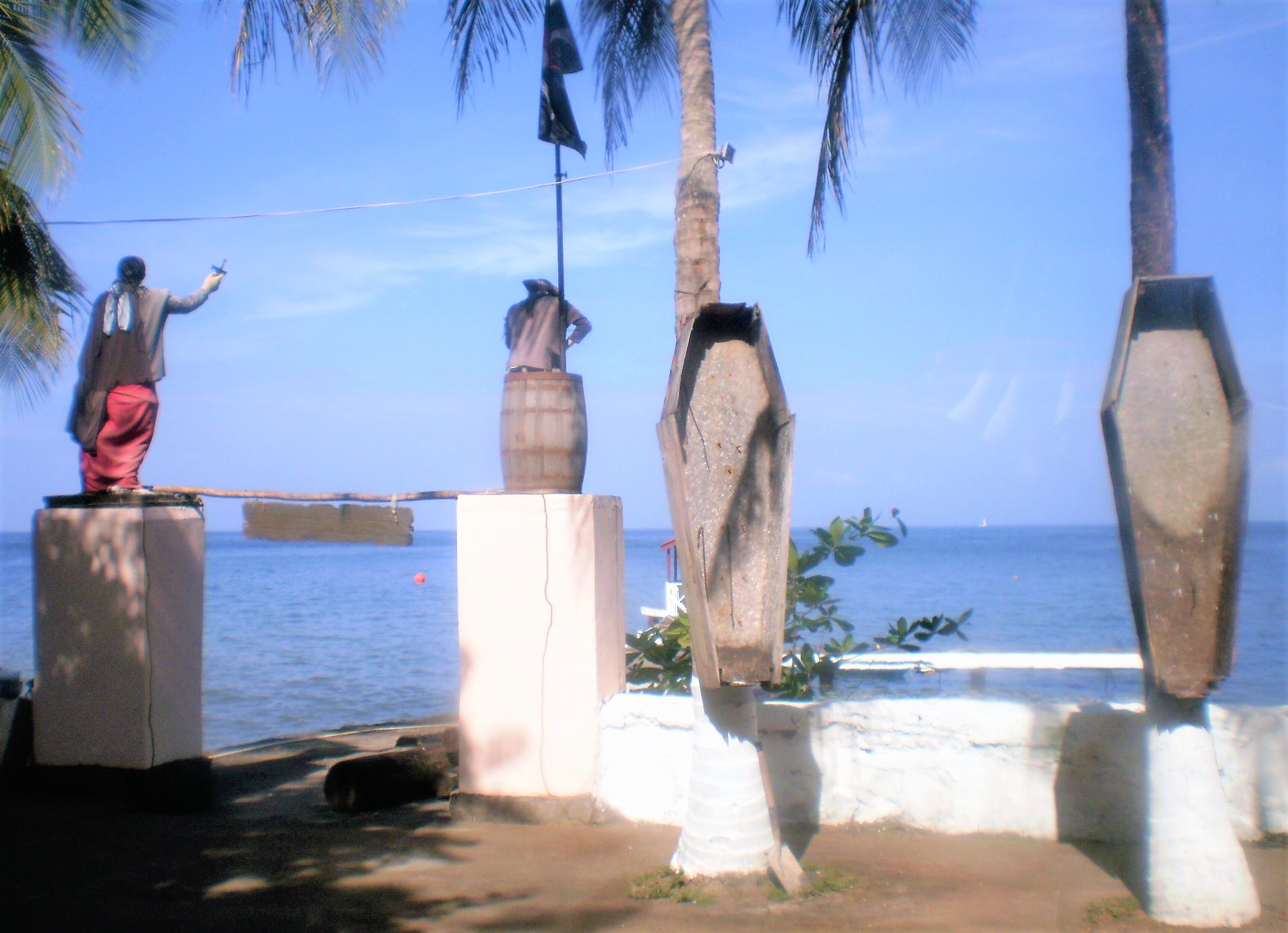
Playa de Wallilabou, donde se filmó la película "Piratas del Caribe"

Entre los estilos musicales más populares se encuentran el calipso, soca, steelpan y el reggae. La danza cuadrilla y las historias tradicionales son también populares. Uno de los músicos más exitosos del país es Kevin Lyttle. Fue nombrado embajador cultural de la isla el 19 de septiembre de 2013.
Entre los monumentos más destacados del país están Fort Charlotte o la Catedral de la Asunción de Kingstown.
Una de las partes fundamentales de la cultura del país son sus bailes, como el Yancunú o baile de los mascaros, que tiene un significado espiritual importante por realizarse durante el velatorio de los muertos. El traje está compuesto por una máscara que cubre la cabeza y el vestido de una mujer.
En cuanto a celebraciones, una de las más importantes es el carnaval, conocido como Vincy Mas, que se realiza entre finales de junio y principios de julio, teniendo una duración aproximada de doce días y estando presente en ella la música y los bailes tradicionales, el desfile de disfraces o conciertos.
De la gastronomía del país, los platos más destacados son la sopa Callaloo (realizada con espinaca, carne adobada, quimbombó y pimiento), el pilau o el bisque de langosta.
La Semana Santa es uno de los mayores acontecimientos de Union Island. Tanto en Ashton como en Clifton se celebran festividades durante la Semana Santa en un festival llamado "Easterval".
A finales de mayo, al término de la estación seca, un acontecimiento importante es el "Maroon", una celebración que dura todo el día, desde antes del amanecer hasta bien entrada la noche. Los cimarrones son conocidos por sus tambores, bailes y abundante comida. Su objetivo es atraer a los ''dioses'' para que traigan las lluvias.

### Arqueología
Según uno de los primeros antropólogos del Caribe, los petroglifos de San Vicente son algunos de los de mayor importancia de todo el Archipiélago de las Antillas. Los investigadores han encontrado hasta doce paneles de petroglifos distintos -cada uno con numerosos motivos- en San Vicente, todos los cuales se encuentran a lo largo de la costa o en los valles fluviales de la isla (a excepción de la zona de La Soufrière). Durante muchos años, también sobrevivió un petroglifo en el lado norte de Canouan, en las Granadinas, pero este desapareció durante la construcción de un complejo turístico.
Los petroglifos de San Vicente y las Vicente y las Granadinas comparten un estilo de motivo similar con los grabados de Granada, lo que lleva a los investigadores a plantear la hipótesis de que los habitantes de ambas islas principales mantenían contacto, o tal vez relaciones familiares entre sí. Las piedras de trabajo, también conocidas como polissoirs (pulidoras, moledoras) o cúpulas, sirvieron en su día como morteros para afilar herramientas y para moler fuentes de alimentación secas o fibrosas, y aún pueden encontrarse en los valles fluviales y las playas de San Vicente y en Bequia
Otros investigadores afirman, quizás de forma algo hiperbólica, que se han encontrado piedras de trabajo en "prácticamente todas las playas" de San Vicente. A pesar de esta aparente exageración, Kirby, un prehistoriador vicentino, catalogó más de cincuenta piedras de trabajo sólo en San Vicente, la gran mayoría encontradas en las playas de la isla.

### Música
La música de San Vicente y las Granadinas incluye prósperas escenas musicales basadas en el Big Drum, el calipso, la soca, el steelpan y también el reggae. También son populares la música de banda de cuerda, la cuadrilla, la música bélé y la narración tradicional.
La soca es una forma de música de baile que se originó en Trinidad y Tobago a partir de la música calipso. Originalmente combinaba el sonido melódico y cadencioso del calipso con una percusión insistente (que suele ser electrónica en la música reciente) y la música chutney local. La música soca ha evolucionado en los últimos 20 años sobre todo gracias a músicos de Trinidad, Granada, Guyana, San Vicente y las Granadinas, Barbados, Santa Lucía, Antigua y Barbuda, y algunas bandas de Dominica, San Cristóbal y Nieves, Haití, Jamaica y las Antillas Menores.
El apodo del equipo nacional de fútbol de Trinidad y Tobago, los Soca Warriors, hace referencia a este género musical.
La música de big drum se interpreta en todas las Islas de Barlovento y es especialmente conocida en San Vicente y las Granadinas. Los tambores se fabrican tradicionalmente con troncos de árboles, pero ahora se hacen más a menudo con barriles de ron. Las letras socialmente conscientes o satíricas suelen ser interpretadas por una cantante femenina llamada chantwell, y van acompañadas de bailarinas con faldas y tocados de colores. El Big Drum se suele interpretar en bodas y otras celebraciones, especialmente en las botaduras de barcos.

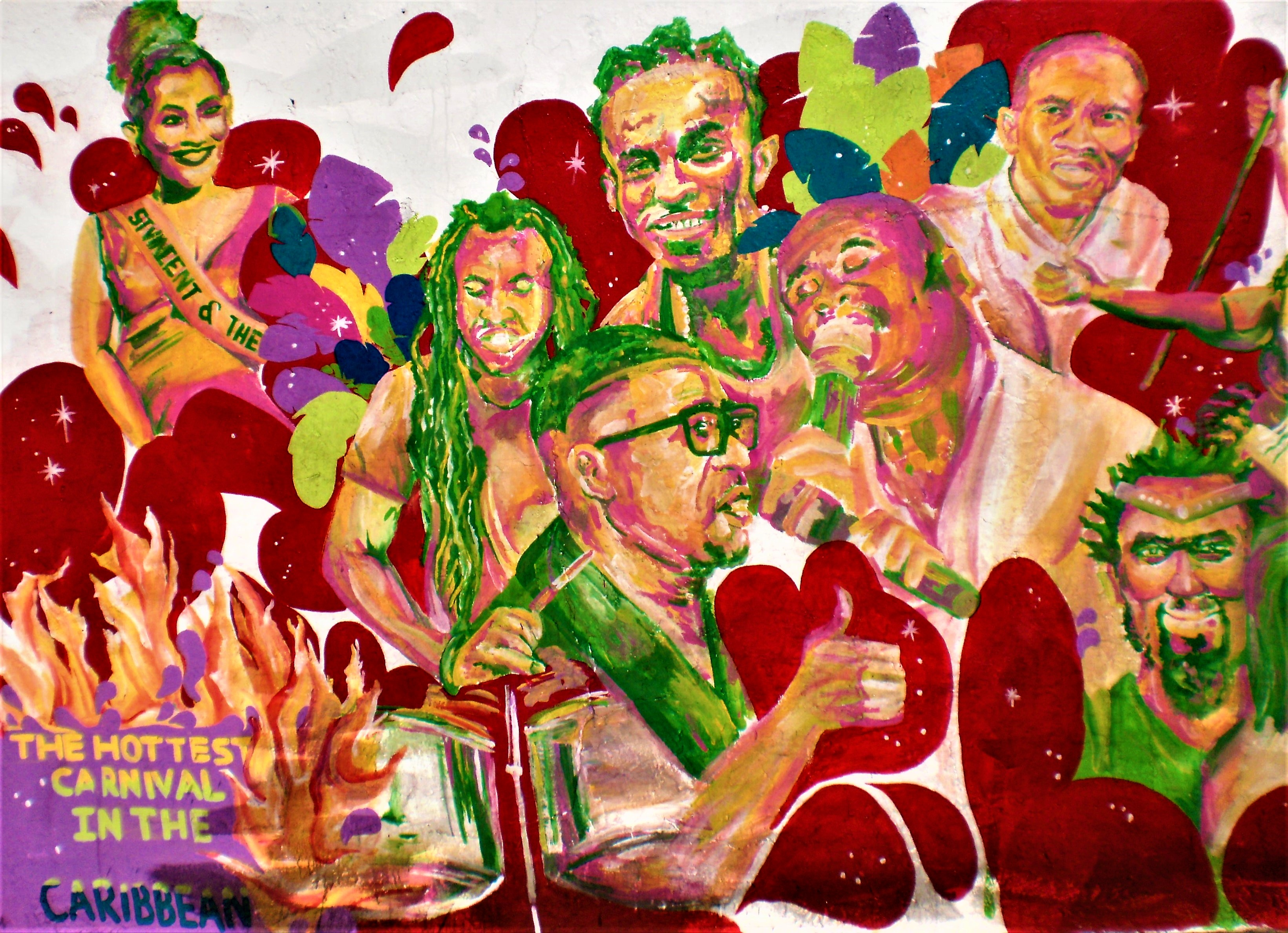
Mural del "Vincy Mas", tradicional festival de música, danza y diseño.

El calipso, con sus letras satíricas y sociopolíticas, se desarrolló en el siglo XVIII como una fusión de estilos musicales africanos y franceses. Con el tiempo, acompañó el auge de la música steelpan. El steelpan se importó rápidamente a San Vicente. Las letras políticas del calipso han seguido siendo una parte importante del género. En 1984, un músico vicentino llamado Becket lanzó una canción llamada "Horne fuh dem", que ayudó a derrotar al partido gobernante en las elecciones de ese año.
El Carnaval es la fiesta más importante de San Vicente. Se celebra la última semana de junio y la primera de julio, y se conoce en las islas como Vincy mas. Las festividades incluyen actuaciones de calipso, soca y steelpan, muchas de ellas en formatos grandes y competitivos.
Otras fiestas con componentes musicales son las celebraciones navideñas, que tienen lugar a partir del 15 de diciembre e incluyen villancicos, conciertos y carreras de bicicletas. Además, San Vicente y las Granadinas celebra el festival "Nueve Mañanas" y "Nueve Noches de Luces". En la isla de la Unión se celebra un concurso anual de calipso, así como el Festival del Gran Tambor.
El cantante principal del grupo Mattafix, conocido por su exitoso sencillo "Big City Life", vivió en San Vicente durante muchos años. Un cantante popular multiplatino es Kevin Lyttle, cuyo tema "Turn Me On" encabezó las listas de éxitos en toda Europa. Becket Cyrus también es muy conocido en la isla, con su éxito "Teaser" en los primeros años de la historia del país.
En los últimos tiempos ha habido bastantes artistas jóvenes y prometedores cuya música se está extendiendo por el Caribe y Estados Unidos. Entre ellos están Bomani, Skarpyon y Jamesy P. Algunos de los estudios de grabación vicentinos son: Skakes Studio, JR Studios, Sky studio, Non-fiction Recordings, Masterroom y Hysyanz. También, el siempre popular y premiado artista de Soca "MaddZart", que destaca por su colaboración con Kevin Lyttle en la exitosa canción 'Turn Me On' y su más reciente lanzamiento de las Caribbean Nights Series en NYC, así como sus canciones de 2016 'Function', 'Roll Bumper', 'Larger than Life', 'Designated Drinker' y 'All Hands' que llegan a las radios de todo el mundo.
MaddZart es un ganador repetido del Concurso Raga Soca, que es una parte integral del Carnaval Vicentino. Y ahora, más recientemente, ha entrado en escena Problem Child, que en julio de 2007 se convirtió en el ganador del Road March del carnaval local con su exitosa canción "Party Animal", que también le llevó a la final de monarca de la Soca del Carnaval de Trinidad y Tobago de 2008. También su hermano Skinny Fabulous tuvo una canción que le llevó a la final del monarca de la Soca de Trinidad y Tobago de 2009 con su canción "De Beast Leh Go".

## Deportes

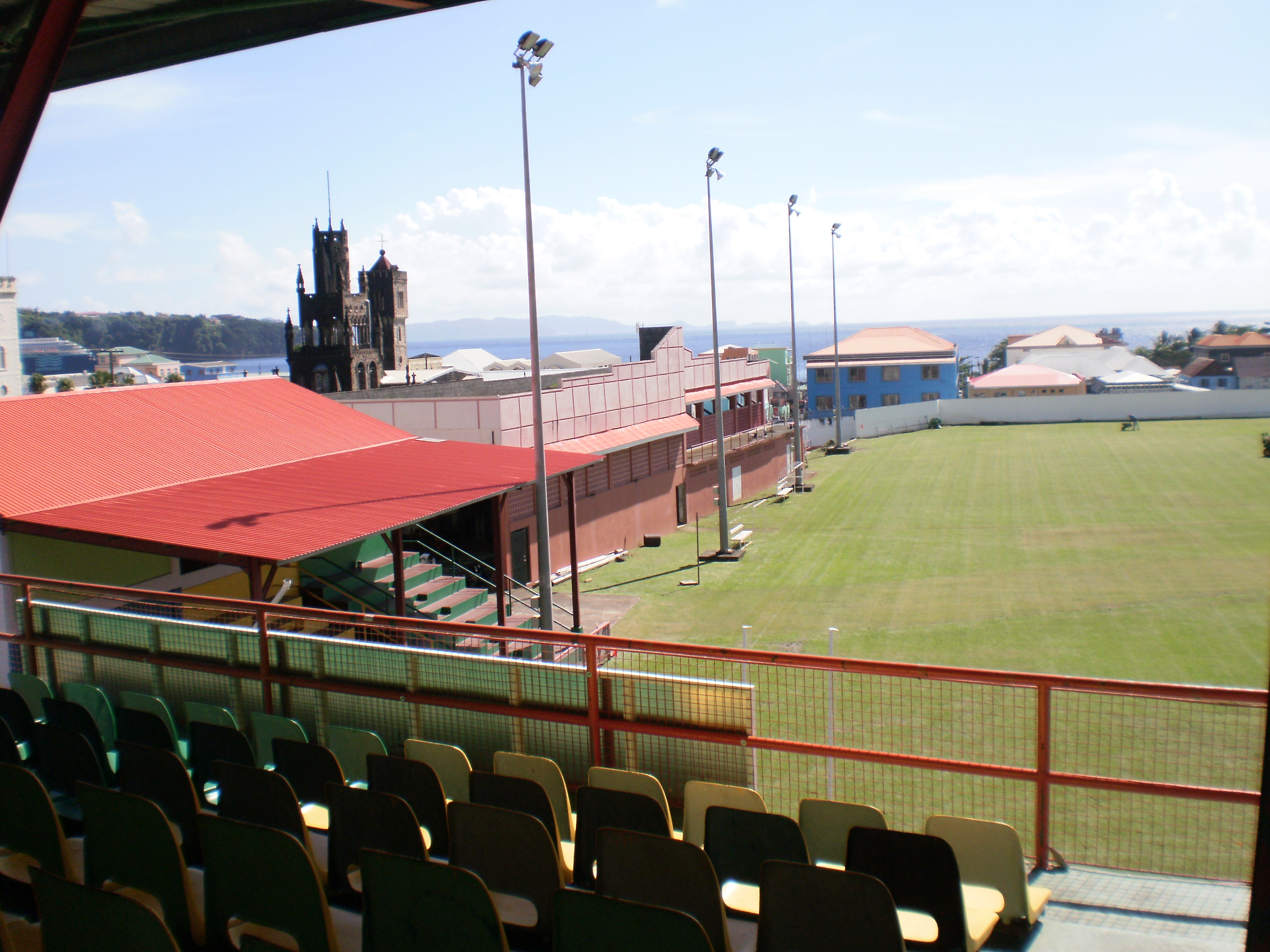
Estadio Victoria Park (Kingstown), con el mar Caribe al fondo

El críquet, el rugby y el fútbol son los deportes más populares entre los hombres, mientras que el netball es el más popular entre las mujeres. El baloncesto, el voleibol y el tenis son también muy populares. San Vicente y las Granadinas ha participado en los Juegos Olímpicos desde el año 1988, no habiendo conseguido ninguna medalla en ninguna de sus ediciones. En cuanto a su selección de fútbol, la misma no ha participado en ningún Mundial hasta la fecha, habiendo participado solo en una ocasión en la Copa de Oro de la Concacaf.